# 沖縄料理

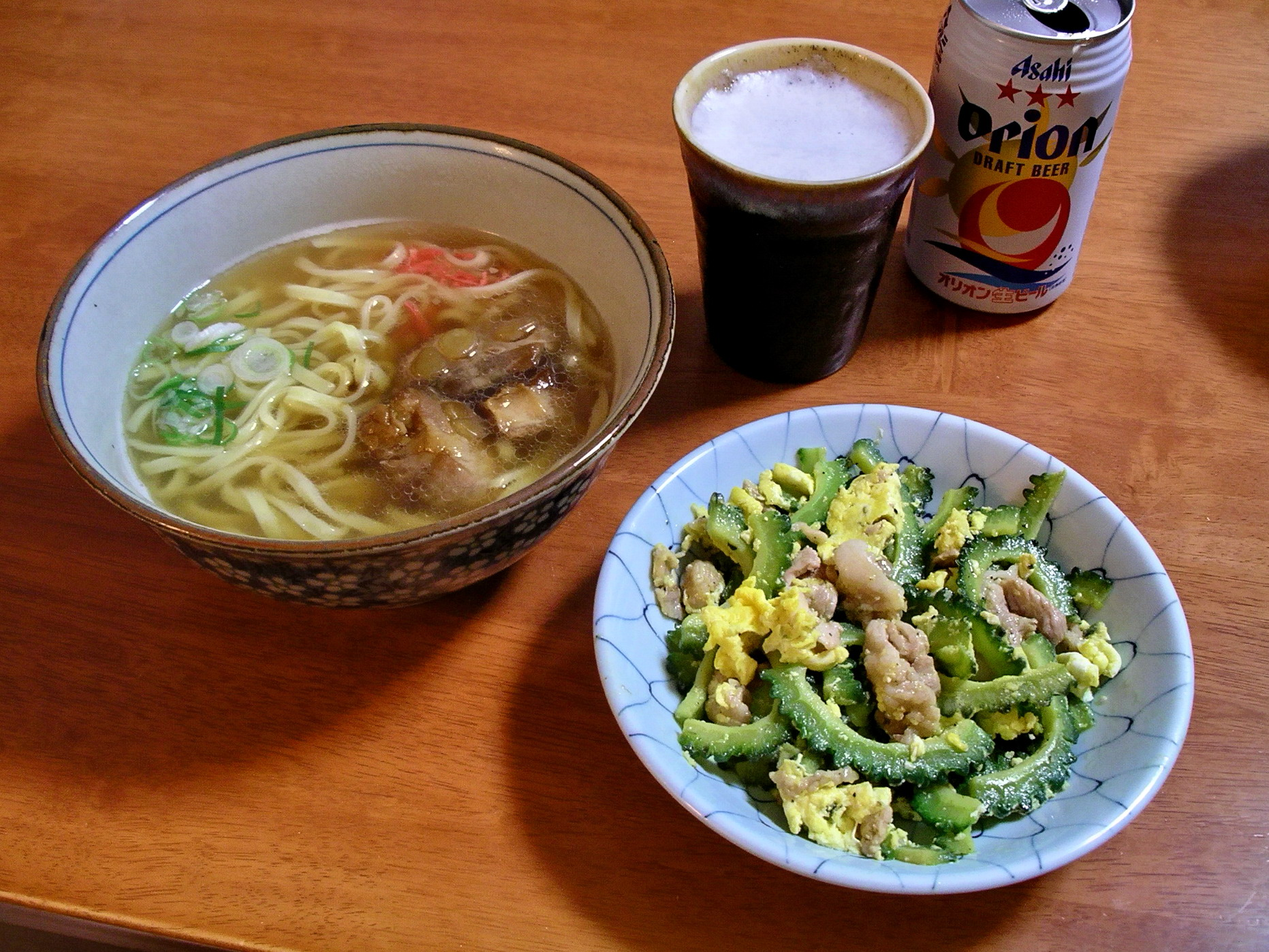
沖縄そば（左）、ゴーヤーチャンプルー（右）とオリオンビール（右上）は、いずれも沖縄の食卓で定番

沖縄料理（おきなわりょうり）は、日本の沖縄県で食べられている郷土料理のこと。琉球料理（りゅうきゅうりょうり）とも呼ばれるが、この場合は琉球王朝時代の宮廷料理を指すことが多い。「琉球国時代から連綿と続く沖縄の伝統的な『琉球料理』」は、2019年に日本遺産として認定された。

## 概要
沖縄県は日本本土と異なり平均気温が高く、四季が比較的不明瞭な気候であるため亜熱帯性の食材が多く見られる反面、冷涼な気候に適した食材は栽培・入手がしにくい土地柄である。県都・那覇の気候は、香港（広東料理）や台北、ハノイに近い。使用される野菜類が本土とは異なり、消費量日本一の干し椎茸を除けばキノコ類の使用も少ない。また、亜熱帯に属するが、香辛料（パクチー、ココナッツミルク、八角、レモングラス）はあまり使用されず、伝統的な味付けは塩、味噌、鰹節、昆布を多用する、日本料理の範疇に収まるものである。しかし豚の出汁をよく利用する点で本土とは大きな違いがあるが、本土でも豚汁や薩摩汁という料理がある。また、海に囲まれた多島の県であるが、本土近海と比べて魚の種類が少ないこともあり、手の込んだ魚料理はあまり発達していない。
沖縄は、明治時代になるまで日本本土を全国規模で支配する朝廷や武家政権の直接統治下になかった地域である。1609年に薩摩藩が琉球侵攻を行い服属させたが、中国大陸の清との朝貢貿易を続けさせられた。また、日本本土では律令時代から江戸時代に至るまで米に基く税収（租や年貢）を安定的に確保する関係上、米が貨幣にもなる神聖な作物として位置付けられた。日本本土では為政者が深く信仰した仏教が民衆にも広まり、殺生を厭う考えから肉食は穢れとされ、長らく禁忌とされてきた。しかし、沖縄は日本本土の政権の統治下になく、肉食が穢れと見なされなかったために、ブタ、ヤギなどの家畜を肥育して食用とすることに抵抗のない食文化が存在していた。
琉球王朝時代には外交上の必要性から薩摩藩や交易範囲の明、清、東南アジアなどの影響を受けた。特に明、清からは医食同源の思想を受け、「クスイムン」（薬物、くすりもの：「薬になる食べ物」の意味）、「シンジムン」（煎じ物）と呼ばれる民間療法的な料理も多く伝えられている。かつて王族や上級士族が居住した首里では中国料理の影響を大きく受け、洗練された宮廷料理が、また戦前までは男性の社交場でもあった辻遊廓では華やかな宴席料理が発達し、久米に定住した閩人の末裔は、明由来の行事料理などを伝えた。
沖縄の伝統的な食文化には、地理的に近い薩摩料理、福建料理系の中華料理（台湾料理を含む）の影響が強いが、歴史的経緯により、食材の流通ルートや交易範囲が変化したことも大きく影響している。黒砂糖の代価として運ばれた昆布や鰹節は北海道、薩摩などが産地である（後述）が、沖縄料理に欠かせないものとなった。また、気候・流通的な理由により、保存性に優れた乾麺や麩、海藻といった乾物、塩漬けの豚肉などを用いた独自の料理が発達した。さらに、石灰岩質で稲作にはあまり適さない土地柄のため、戦前は上流階級以外は甘藷を主食とし、第二次世界大戦後しばらくは米軍の配給食に依存した食生活であったことも本土とは異なる点である。
日本に組み入れられた明治以降は、本土の一般的な食文化にも影響を受け、沖縄そばなど明治以降に誕生した料理も現在では広く沖縄料理として認識されている。1895年に台湾が日本統治下に入ると出稼ぎ労働者として沖縄県民が台湾に渡り、台湾人も沖縄に渡航して料理店を開いたり、パイナップルを栽培したりするなどの交流が深まり、沖縄の食文化も台湾料理の影響を受けた。また海外への移民が奨励され、多くの県民がブラジルやハワイ、フィリピンなどへと渡航したことで、これら地域の料理が紹介され定着している例もみられる。
第二次世界大戦後は米軍の軍政下に置かれ、アメリカから配給や輸入された保存食のポーク・ランチョンミート（スパムなど）や各種の缶詰料理も定番化した（アメリカ併合後のハワイやフィリピン、朝鮮戦争後の韓国と類似する）。アメリカのハンバーガーチェーンの進出は本土より早いなど、食文化の欧米化も本土より早く進み、県民はアメリカナイズされた食生活になじんでいった。また、アメリカ本国から小麦が、日本本土から米が大量に輸入されるようになったため、戦前のイモ類（サツマイモ、タイモなど）を主食にする食習慣に代わって米や小麦の粉食を主食とする食生活に変わっていき、タコライスなどの沖縄独特の米料理もよく食べられるようになっていった。本土復帰後は本土の食品産業・外食産業の進出によって、他府県の食文化との差が少なくなる傾向にあるが、現在も県民の食生活には本土の和食とは異なる沖縄料理の伝統が健在で、米軍統治下のアメリカ文化の影響も色濃く残っている。
なお、本土では一般的に「東の豚肉、西の牛肉、九州の鶏肉」と1人あたり消費量をもとに肉食の嗜好が言われるが、沖縄県では豚肉の消費量が多く、全国2位で、ベーコンや「その他の豚加工肉」（ランチョンミートなど）の消費量では全国1位である。また、内臓、豚耳（みみがー）、顔（ちらがー）などの部位も食用にし、骨もスープを取るのに利用される。なお、アメリカの軍政下に置かれていたにもかかわらず、パン・牛乳・チーズ・アイスクリームなどの消費量は少ない。
また、鰹節の消費量は日本一であり、2002年の総務省による統計では、1世帯当たりの消費量が全国平均で390グラムであるところ、沖縄では2,778グラムにも達する。また2010年（平成22年度）～2012年（平成24年度）の政令指定都市における2人世帯の購入金額平均を金額ベースで見ても、全国平均で932円のところ那覇市は3,332円と3倍以上、次点の静岡市の1571円と比較しても2倍以上である。
鰹節自体も日本本土で一般的に使用されているものとは異なり、黴付けを行わない荒節である。鰹節自体のサイズも関東向けのもので200グラム程度であるのに対して、沖縄向けは500グラムと大型のものが用いられる。水分含有量自体も、通常17 - 20%であるところに対し、沖縄向けのものは20 - 22%と、若干高く、手触りも柔らかい。ものによっては25 - 28%にも達すると言われ、それは相当に魚臭いものである。なお、沖縄でも宮古島などで鰹節は作られているが、需要量の問題からか、市場に出回るものは沖縄向けに加工された鹿児島産のものが多い。

## 主な料理

### 豚肉料理

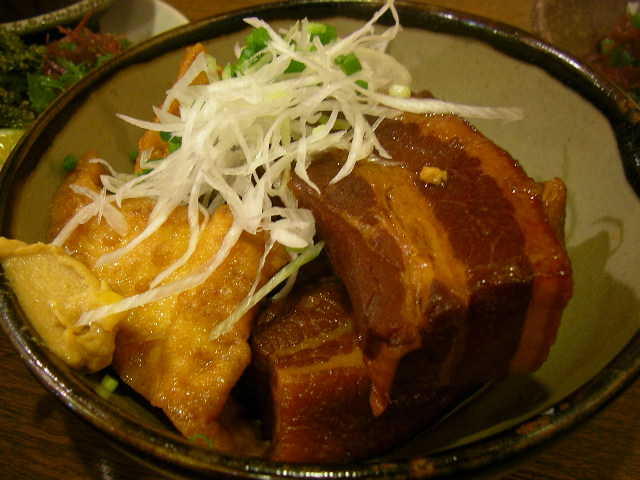
らふてー（東京都）

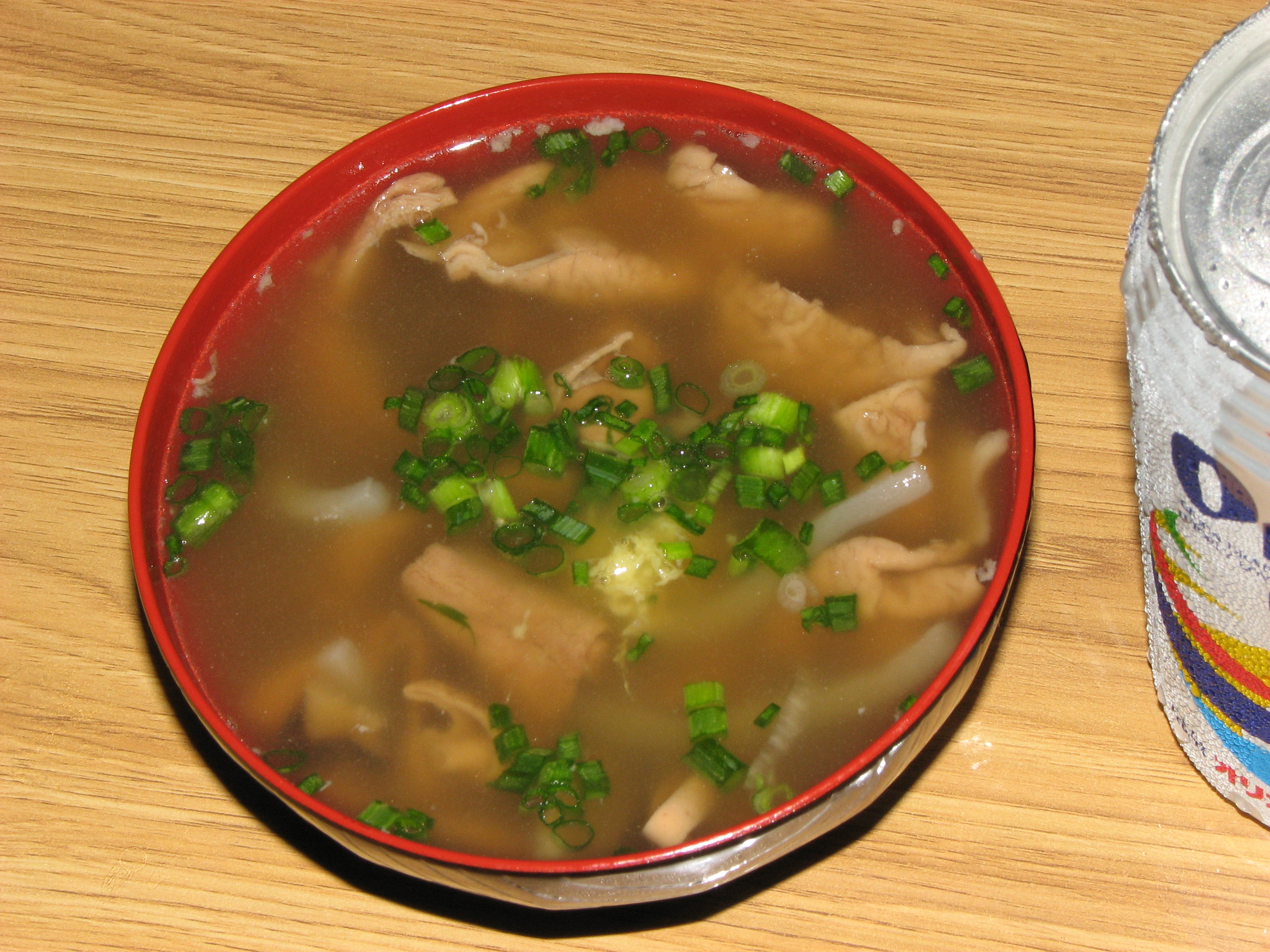
中身汁

沖縄で最も日常的に消費される畜肉は豚肉である。沖縄本島では18世紀ごろから家庭でも飼われるようになったが、第二次世界大戦前までは、肉は滅多に口にできない貴重な蛋白源であり、豚は気温の低い冬、特に正月に向けて屠殺し、肉は塩漬け（スーチキ）にしたり何度も火を通しながら少しずつ大切に食べた。また沖縄の食文化は中華料理（とりわけ福建料理・台湾料理）の影響を受け発展したため、中国と同様「ひづめと鳴き声以外は全部食べる」と言われるほど、1頭の豚を文字通り頭から足先まで料理に使用する。調理方法は中華料理に似るが、料理酒として泡盛を用い、八角や五香粉などの香辛料は用いられない。
有名なのは、ばら肉の角煮であるラフテーやあばら骨の部分を煮込んだソーキであるが、耳たぶの部分を食べるミミガー（耳皮）や、同様に顔の皮を利用したチラガー（顔皮） なども有名である。基本的に、豚肉を料理する際にはよく煮込んで、また料理によってはゆでこぼし、灰汁と一緒に浮き出た脂肪を取り除いてから用いる。このため、余分な脂肪が抜け出て健康的な料理になると言われている。例えば、豚足の部分を、毛を処理してからじっくりと煮込んだ足ティビチ（テビチ） は、脂分が抜け出てコラーゲンが豊富に残留しているため、肌の美容に良いとされている。また、内臓は中身と呼ばれ、イリチー（炒り付け）と呼ばれる炒め煮にされるほか、蒟蒻や昆布とともに澄まし汁に仕立てた中身汁と呼ばれる吸い物などに利用されている。ばら肉のかたまりを塩漬けにしたスーチカー、甘い味噌と脂身を合わせて作るあんだんすー（油味噌）、脂身を炒って乾燥させたあんだかしー（油かす）などの保存性のある加工品にしたり、本来は廃棄物である骨のだし殻を再利用した骨汁や、血液もチーイリチーとして食べるなど、豚肉料理のバリエーションは非常に多彩である。しかしその一方で、他の地方で一般的なロースやヒレなどの精肉部位は冷蔵技術がなくては保存しにくいため、ミヌダルなどの宮廷料理を除いては沖縄料理の素材として使われることはほとんどない。
近年は、絶滅寸前だった小型の在来豚であるアグーの飼育が進められ、沖縄の高級ブランド豚肉となっており、外食店を中心に広まっている。

### 山羊、その他の肉料理

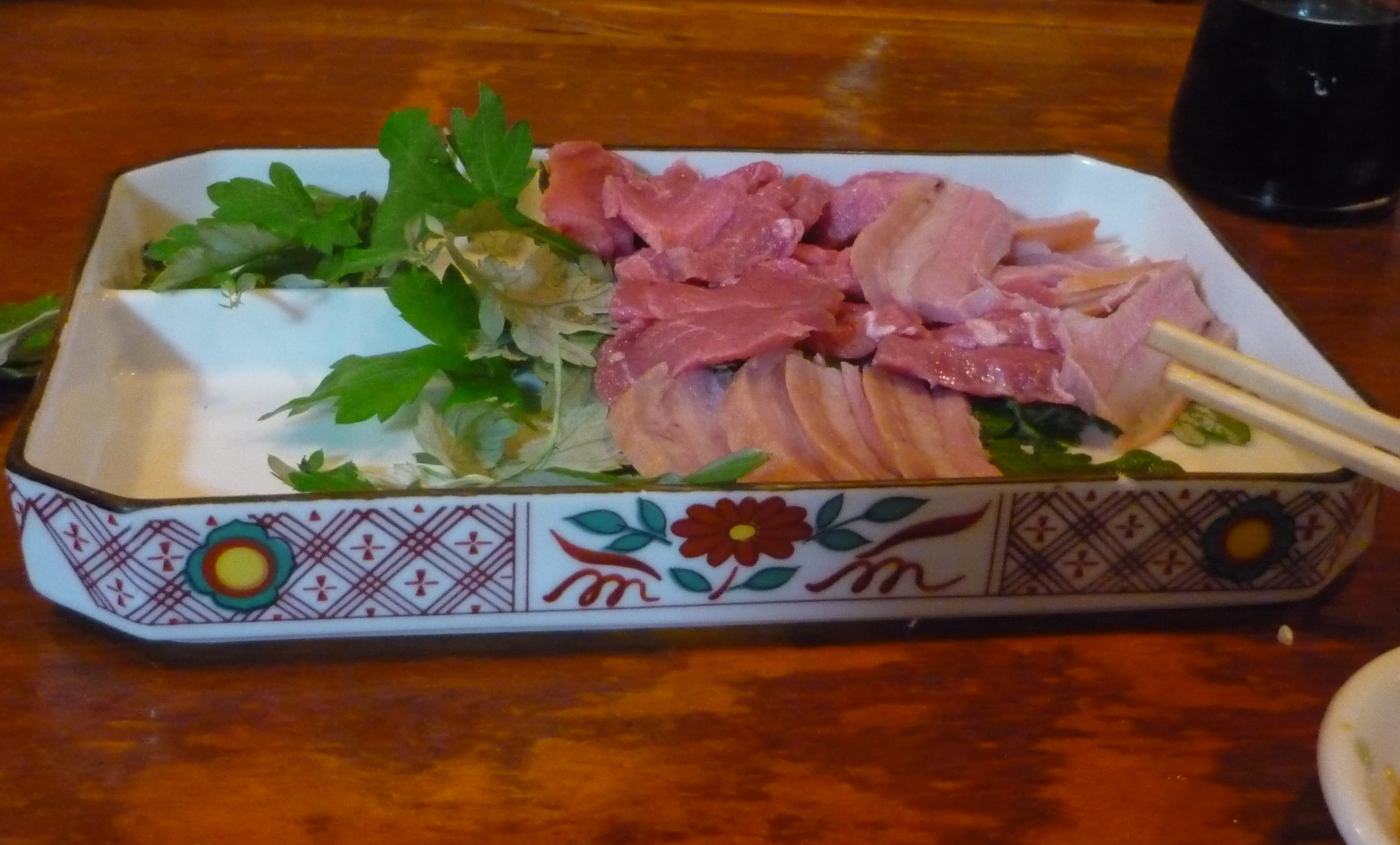
ヤギの刺身（那覇市）

肉料理にあっては、ヒージャー（ヤギ）も特筆すべき家畜である。ヤギ肉料理の専門店が存在するほか、かつては祝い事の際などに振る舞われることが多く、現在でも農家では「自家用」にヤギを飼っている例も珍しくない。乳は飲まず、主な料理法は刺身と山羊汁であるが、いずれも独特のくさみが非常に強く、好き嫌いが分かれる食材であり、ショウガやフーチバー（ニシヨモギ）で臭みを消して食べる。山羊料理は滋養強壮に良いともされており、ヒージャーグスイ（「グスイ」は「薬」の意）という言葉も存在する。沖縄本島では塩味の山羊汁が主流であるが、奄美大島、宮古島などでは、味噌を入れることもある。
牛肉は、戦前には廃用とされた農耕牛の肉が出回る程度で、食用としてはほとんど流通していなかった。また品質も劣悪であったため、豚肉や鶏肉より安く取り引きされていたという。こうした肉を用いた沖縄料理として唯一存在するのが、山羊汁と同じように内臓を含めた可食部位をごった煮にした「牛汁」である。ステーキは米軍統治時代に広く普及し、輸入肉を使用した廉価なステーキ屋は現在も非常に多い。本土復帰後は石垣牛を筆頭とする和牛の生産も盛んであるが、基本的に換金家畜であるため県民の食卓に上ることは稀である。
「観音アヒル」と呼ばれるバリケン種のアヒル（あひらー）は家禽として古くから飼育されていた。喘息に効くと信じられており、現在もアヒル料理を出す店がある。
馬肉も食用とされたが一般的なものではなく、山羊、牛、アヒルなどと同様に「馬汁」としてのみ食べられる。近年では本土産の馬刺しを提供する店もあるが、沖縄の食文化ではない。
ニンニクを詰めた鶏の丸焼きは南米に由来する外来料理ではあるが、人気が高く、沖縄本島各地に多数のローストチキン専門店が存在する。
西表島や石垣島ではイノシシ（リュウキュウイノシシ）猟が行われ、刺身や炒めもの、汁などで食べられる。
北部の名護市周辺地域ではヒートゥー（イルカ）が食べられる。漁獲制限のため流通量は少ないが、八重山地方を中心にウミガメ料理を出す店もある。禁漁となる以前はジュゴンも食用とされていた。
近年ではほとんどみられなくなったが、かつてはヤギ汁の代用として犬がしばしば用いられ、猫もマヤーのウシルなどにして食べた。農村部や離島の一部ではこのような風習が残されている例もある。

### 野菜料理

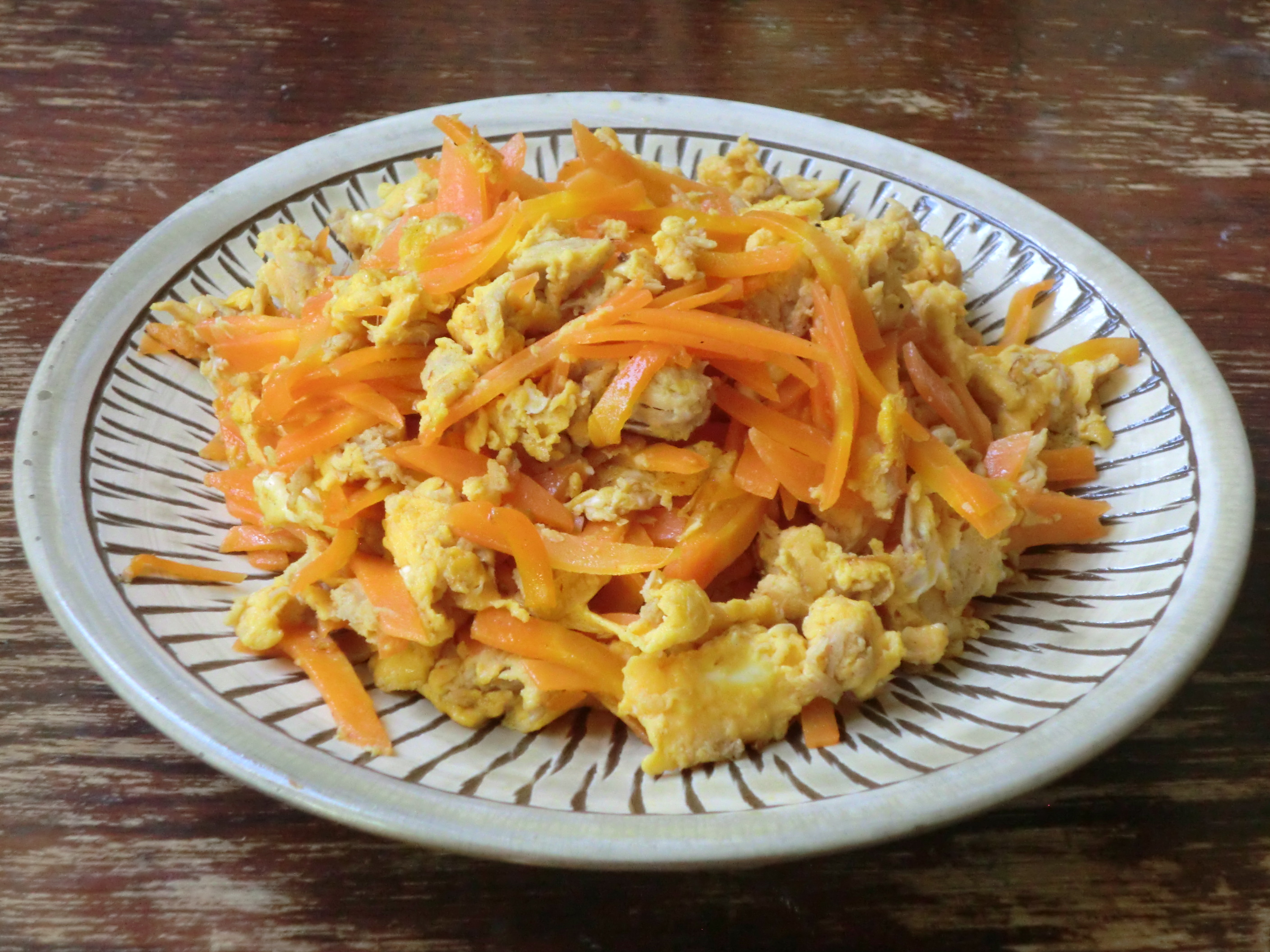
ニンジンと鶏卵とツナのにんじんしりしり

野菜類は油脂を用いた加熱調理が基本であり、野菜炒めに類する料理は非常に頻繁に用いられる。食堂のメニューで単に「おかず」と記載されていれば、ほとんどの場合野菜炒めに玉子焼きなどを載せたものが出てくる。沖縄独特のものとしては、ゴーヤー（ツルレイシ）、タマナー（玉菜、キャベツ）、マーミナー（豆菜、モヤシ）などを島豆腐と共に強火で炒めたチャンプルー、突き器を用いて千切り状にしたデークニー（ダイコン）やパパヤー（パパイヤ）などにだし汁を加えて炒り付けたイリチー（炒り付け）、同じく細長く突いたチデークニー（黄大根、ニンジン）を鶏卵と共に炒めたシリシリー（摺り摺り）などが代表的である。
大根、にんじん、ごぼうなどの根菜類と三枚肉や豚足、昆布、こんにゃく、蒲鉾、豆腐などを炊き合わせた煮つけもポピュラーな料理で、多くの食堂で提供されている。
ナーベーラー（鍋洗い＝ヘチマ）を食用にするのも沖縄県から東南アジアにかけての特徴であり、豆腐などとともに味噌味の蒸し煮にするナーベーラーンブシー（蒸し）などの料理がある。

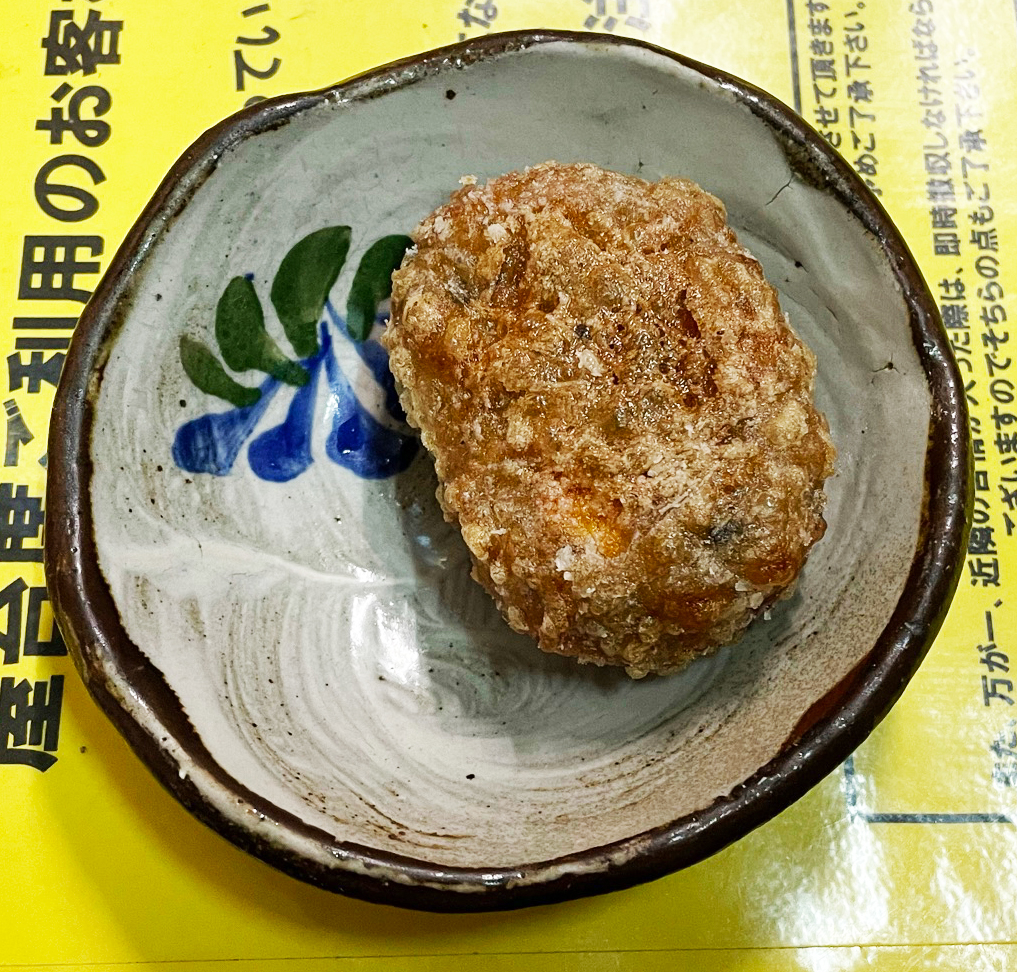
ドゥルワカシーを油で揚げた「ドゥル天」

タロイモの一種であるターンム（田芋）も伝統的な食材であり、甘く煮たディンガク（田楽）や、豚肉や野菜と一緒に炒めながらペースト状にしたドゥルワカシー（泥沸かし）の材料として用いられる。ムラサキイモの芋くずで同様に作られたンムクジプットゥルーもある。またフーチバー（蓬葉＝ニシヨモギ）は薬味として多用される。
煮物や汁の材料としてシブイ（白瓜＝トウガン）やチブル（頭＝ユウガオ）、モーイー（毛瓜）がよく使われる他、ダッチョウ（島らっきょう）、ンスナバー（フダンソウ）、シマナ（島菜＝カラシナ）、ンジャナ（ニガナ）、ハンダマ（スイゼンジナ）、サクナ（ボタンボウフウ、別名長命草）、ハマホウレンソウ（ツルナ）、ニンブトゥカー（念仏鐘＝スベリヒユ）、クァンソー（ワスレグサ）、イーチョウーバー（茴香葉＝フェンネル）、アキノノゲシなども食用とされる。ウンチェー（ヨウサイ＝空芯菜）、ウリズン（シカクマメ）、カンダバー（ヤエヤマカズラ）、マッコー（マコモダケ）、インミズナ（ミルスベリヒユ）、アロエ、オオタニワタリ、アダン、ヘゴなど、南国独特の食材も見られる。反面、沖縄では採れない本土の野菜は輸送費がかかるために高価であり、また気候のせいで傷みやすいこともあって、キュウリやトマトなど一部を除いては火を通さない野菜を食べるという習慣は近年までなかった。レタスなどがおでんや煮つけ、汁物に使われるのも現代の本土とは異なる（ただし、本土でも戦後に進駐軍の影響を受けレタスの生食が広まる前は、おひたし、蒸し煮や味噌汁の具など加熱して食べるものであった）。
八重山列島には独特の精進料理が存在し、一部の料理店などに伝えられている。これは琉球王朝時代に、薩摩や首里の役人をもてなすための接待料理として発達したものである。

### 豆腐・麩料理

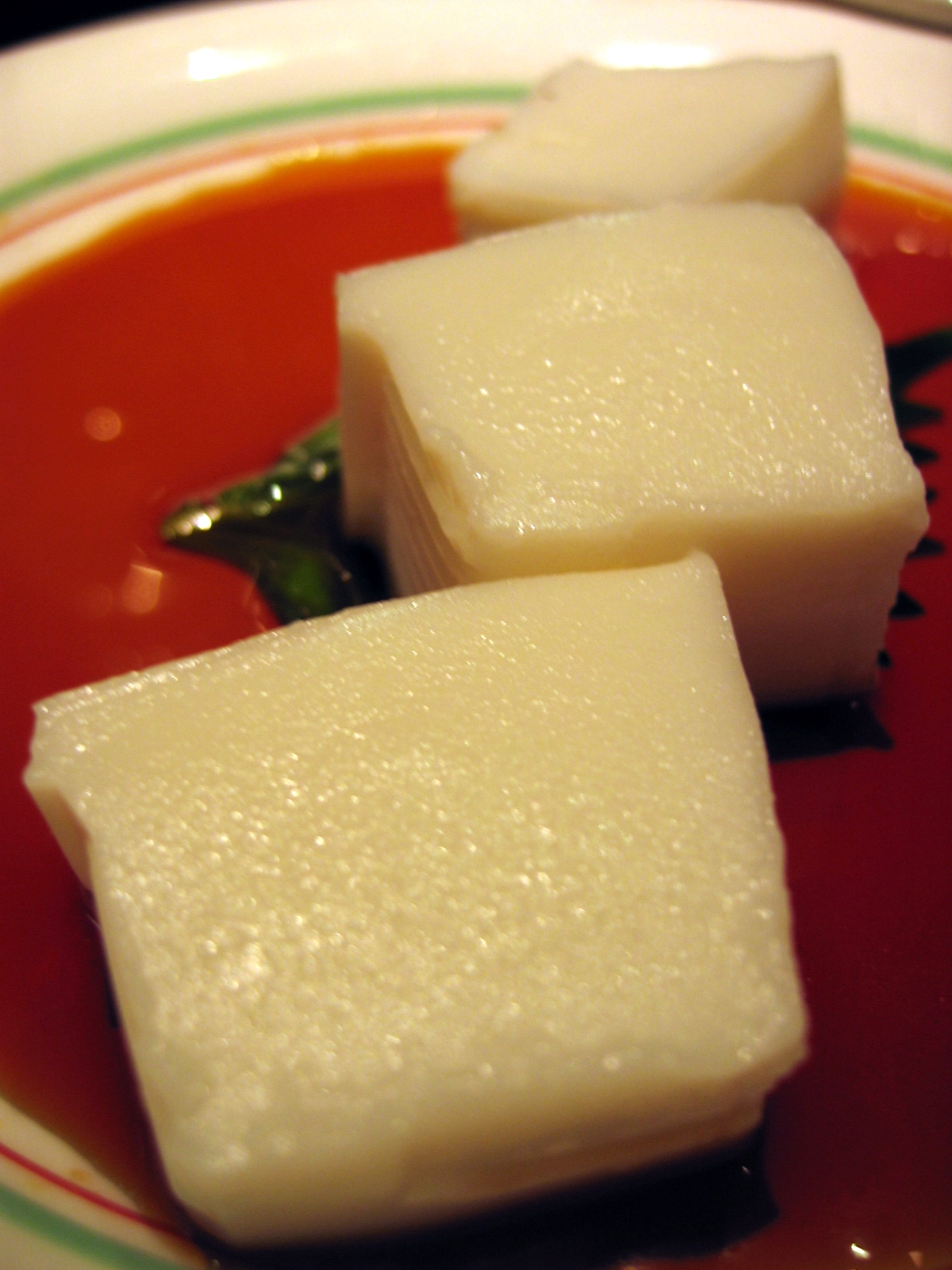
ジーマーミ豆腐

前述のように炒め物のチャンプルーに使うしっかりした島豆腐がある一方で、おぼろ豆腐よりも軟らかい「ゆし（寄せ）豆腐」もよく食べられている。豆腐を紅麹と泡盛に漬け込んだ「豆腐よう」も沖縄名産として名高い。また、大豆ではなく、落花生を使った「ジーマーミ豆腐」（地豆豆腐）も風味豊かな郷土食である。
沖縄県では小麦の栽培はされていないが、小麦粉から作る麩を使った料理もポピュラーである。車麩に卵液を吸わせてから炒めた麩チャンプルーや麩いりちーは家庭の惣菜としてよく食べられている。長期間保存できる麩は台風の多い沖縄では重宝されたうえ、北前船の航路の影響（車麩の分布は北前船の寄港地と重複している）や、戦後にアメリカからの援助物資として手に入りやすかった小麦粉 を使って麩屋が雨後の筍のように現れたことも関係しているかもしれない。

### 魚介料理

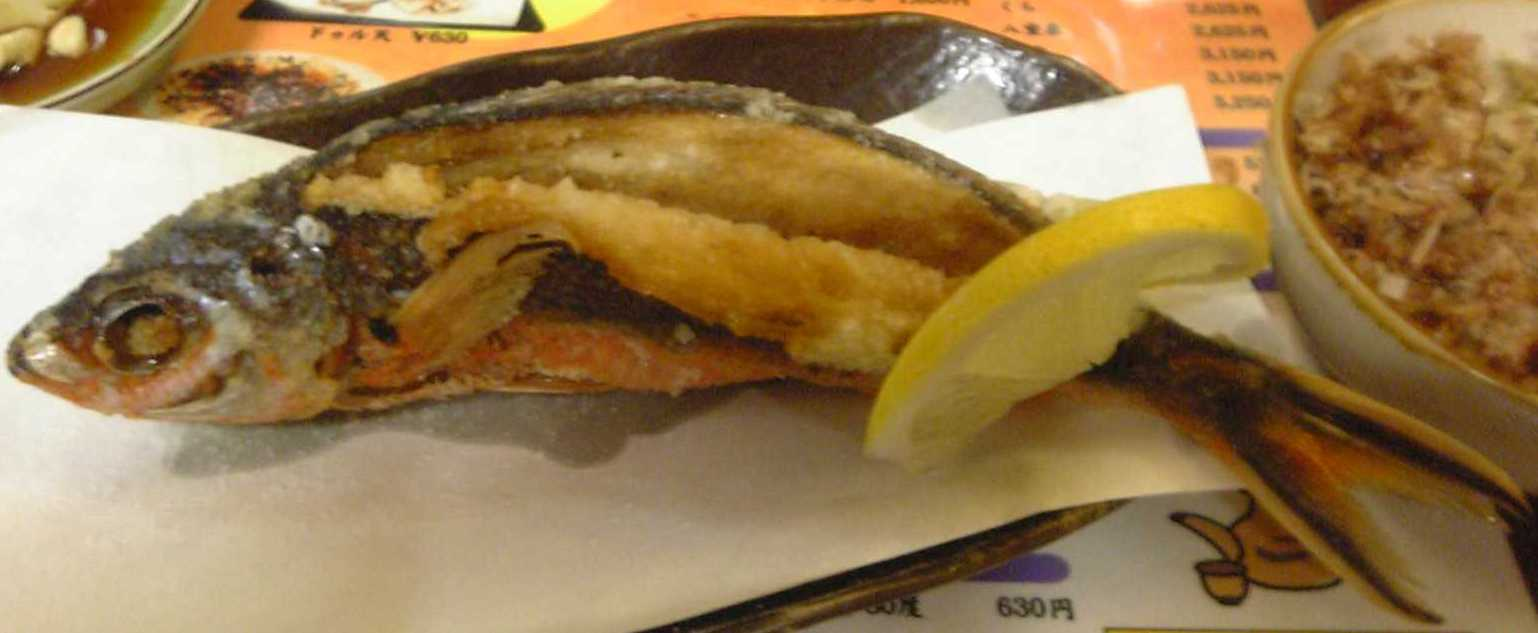
グルクンの唐揚げ

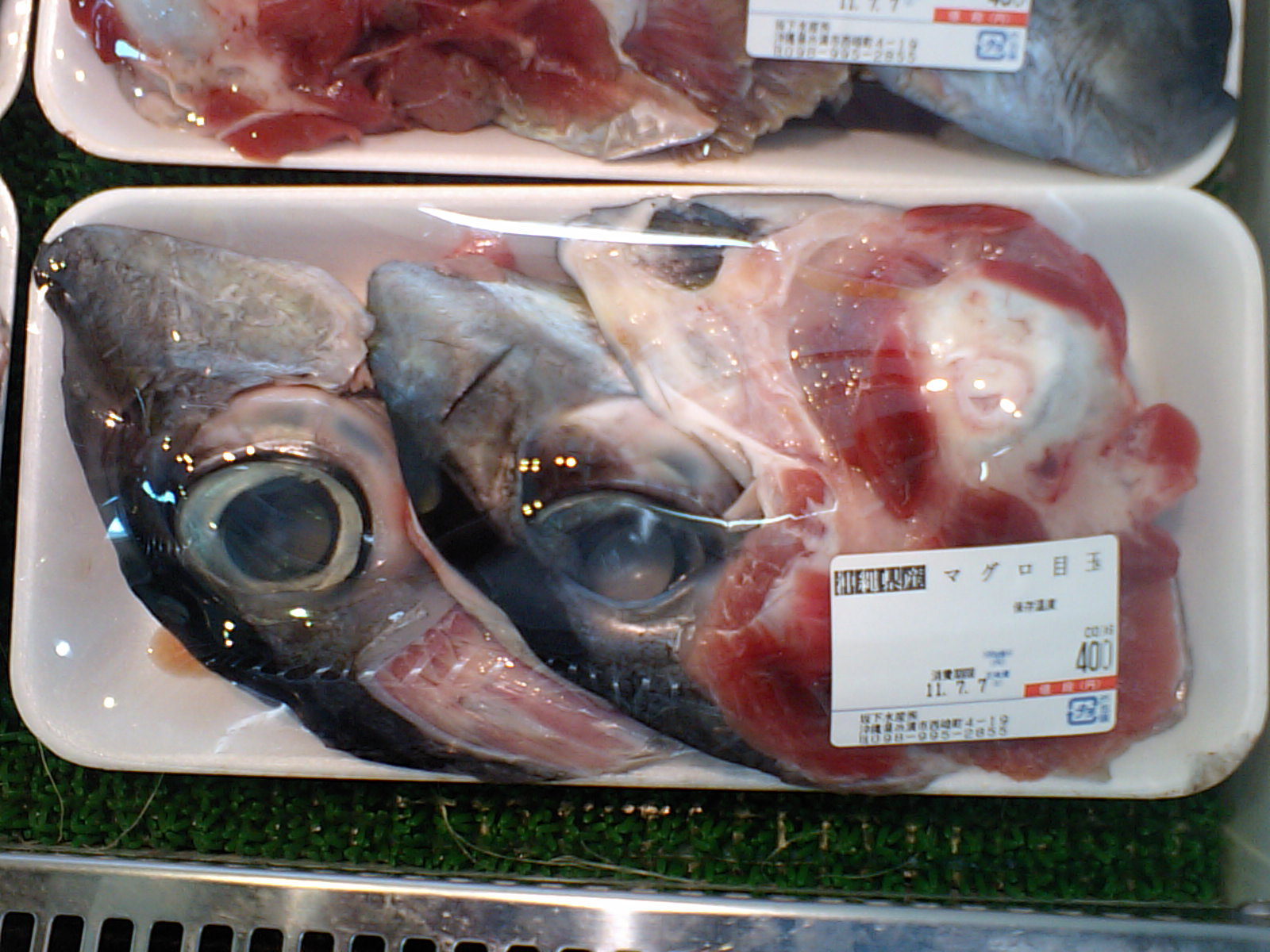
マグロの目玉（道の駅いとまんお魚センターにて）

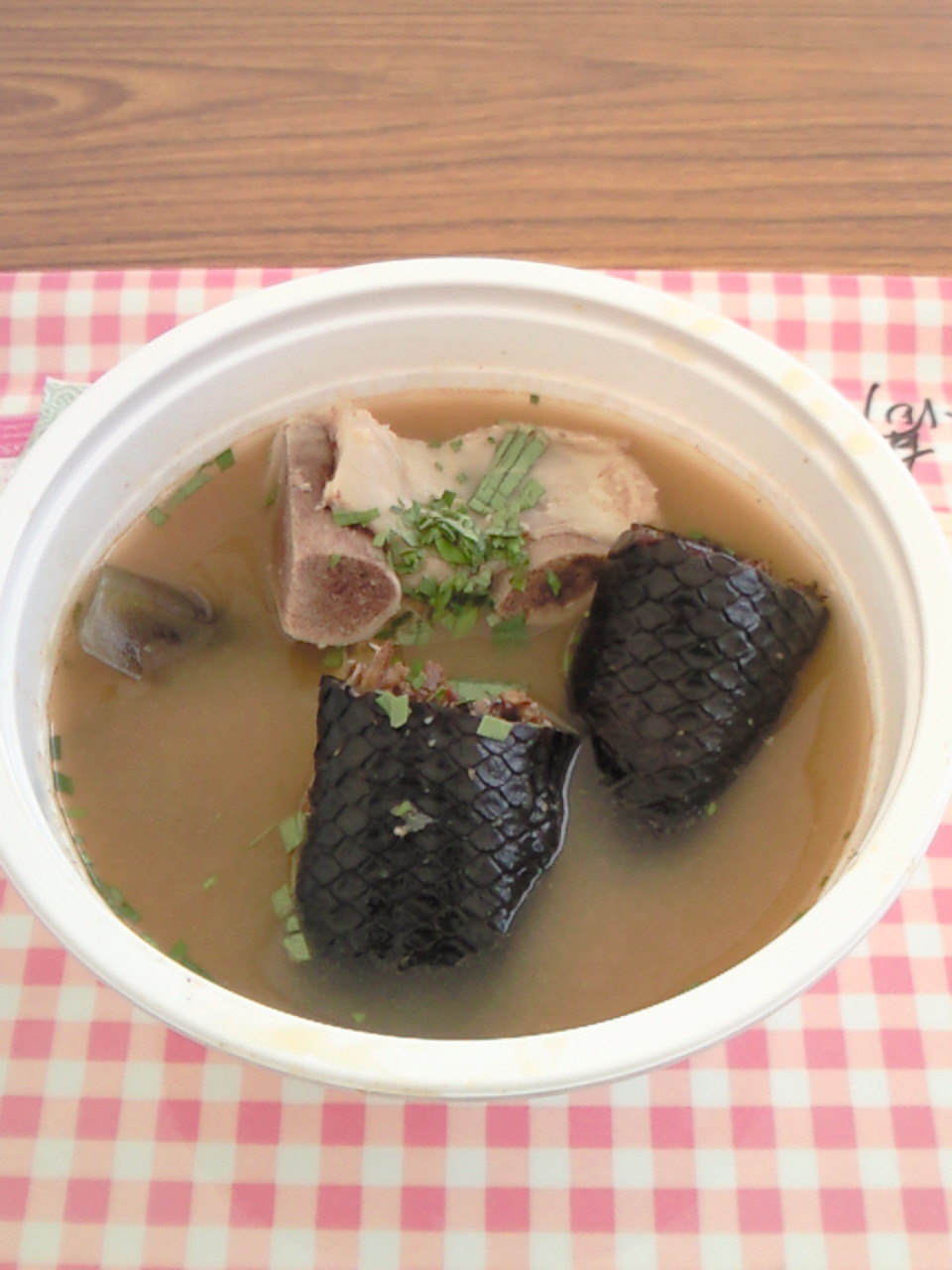
イラブー汁

沖縄県周辺で獲れる魚はカツオなど一部の例外を除いては、本土では見かけない亜熱帯独特のものが大半を占める。グルクン（タカサゴ）、ミーバイ（ハタ）、イラブチャー（アオブダイ）など一般に脂質が少なく淡白な魚が多いため、唐揚げやバター焼き（マーガリン風味の丸揚げ）など油を用いた料理や、野菜などと一緒に煮込んだ味噌汁などの料理法が主流である。ただし、食味の良いものや新鮮なものは刺身や素材の風味を生かして塩味で蒸し煮にしたマース煮（「マース」は沖縄の言葉で塩の意）などにも用いられる。アカジンミーバイ（スジアラ）、アカマチ（ハマダイ）、マクブ（シロクラベラ）は沖縄三大高級魚と呼ばれる。マグロの漁獲量も多いが、一般に北の漁場で捕れるものよりは身に締まりがなく、脂乗りが悪い。本土では食用として流通しない小型のトンボマグロ（ビンナガ）が安く流通している。汁物では干したイラブー（エラブウミヘビ）を煮込んで汁（イラブー汁）にしたものや、イカを墨ごと汁物にしたイカの墨汁（すみじる）、アバサー（ハリセンボン）汁などもある。ヤコウガイやシャコガイの刺身や炒め物などの料理も、独特のものである。魚の加工食品としては、スク（アイゴの稚魚）を塩漬けにしたスクガラスや薩摩揚げの原型ともされるチキアギ（付け揚げ。これを「カマボコ」と呼ぶこともある）、かまぼこなどがある。かまぼこは清明祭や旧盆の重詰めには欠かせず、本土のかまぼこよりも色のバリエーションが多い。ツナの缶詰は各家庭に常備してあり、ソーメンチャンプルーやヒラヤーチー、和え物などに使用される。なお刺身を食べる際に酢味噌や酢醤油を用いることが多いが、これは鮮度落ちの早い気候条件や、古い時代の食べ方（膾）の影響が残存しているためと考えられる。
沖縄県の1人当たりの魚介消費量は全国でもっとも少ない。漁港の数は高知県と並び88港で国内13位（2008年4月1日現在）。特定第3種漁港はなく、第3種漁港が1港（糸満漁港）、第2種漁港が4港で、残りの83港が沿岸漁業や離島の漁港である。すなわち、他県と沖縄で水揚げされた魚介類を流通のやり取りはあまり行われず、消費される魚種が近海物に偏る傾向が大きく、また近海物の魚介料理が廃れずに残っている要因にもなっている。
ターイユ（フナ）やクゥーイユ（コイ）など淡水魚も昔から食用とされ、カタツムリを食べることもあった。
また、鰹節に熱湯をかけ、味噌または醤油で調味して食する「カチューユー」（かつお湯）も一般的な軽食である。

### 海藻・昆布料理
魚介類の消費は少ないものの海草の利用は盛んで、スヌイ（酢海苔＝モズク）は酢の物にし、アーサ（ヒトエグサ）は汁に入れるほか、いずれも天ぷらの具にしたりする。ヒジキも栽培されており、モーイ（イバラノリ）も地域によっては利用される。海ぶどうも独特のものとして、土産物などとして珍重されている。また、クーブ（コンブ）を利用した料理が盛んで、だしに使うほか、締め昆布を煮物や炒め物に用いたり、千切りにしてクーブイリチーと呼ばれるイリチーやクーブジューシーになどにする。沖縄県のコンブの消費量は全国でも富山県と一、二を争う多さである。沖縄県で昆布が生産されないのに消費量が多いのは、江戸時代、日本から清への輸出品として沖縄に運ばれた北海道産のコンブが用いられるようになったからだとも、北前船によって大阪に運ばれた昆布を薩摩の商人が沖縄の黒砂糖と取引したから だともされている。

### 御三味・重箱料理
彼岸・清明祭・旧盆・法要などに使われる塗り重箱に詰められたお供え料理。御三味（うさんみ）とは、福建省から琉球に移住した久米村の人々などを通じ伝わったとされ、宗廟に供える牛・豚・羊もしくは鶏・魚・豚肉といった「三牲」が起源とされる。地域や門中、節目により多少の違いがあるが、一般的には四段重ねで、二段が白餅、残り二段には御三味（豚三枚肉、かまぼこ、揚げ豆腐、煮昆布、天ぷら、ゴボウ、結びこんにゃく、ターンムのから揚げ等）が碁盤目状に綺麗に並べて詰められる。「しみむん」（煮しめの意）、「くわっちー」（ご馳走を意味する言葉）などとも呼ばれる。

### 米料理
戦前までは、那覇や首里といった都市部を除く地域ではサツマイモや雑穀などを主食としていたために、米を用いた料理はあまり発達しなかった。宮廷や料亭では豚飯（トンファン）、菜飯（セーファン）、鶏飯（ケーファン、チーファン）などと呼ばれる汁掛け飯も提供されたが、現在ではほとんど廃れてしまっている。家庭でのご馳走として代表的なジューシー（雑炊）はフーチバー（ニシヨモギ）などの野菜や野草、チンヌク（サトイモ）、ヒジキ、豚肉などを米と一緒に炊き込んだもので、おじや状のものをボロボロジューシーあるいはヤファラ（柔ら）ジューシー、炊き込みご飯状のものはクファ（強い＝固いの意）ジューシーと呼び分けることもある。食堂などでは白飯と赤飯、ジューシーを選べることもある。20世紀に誕生した米料理としては、アメリカ風タコスの具材をご飯の上に乗せたタコライスが有名である。また、野菜炒めを卵とじにしてご飯の上にかけたものをチャンポンと呼称するほか、カツ丼にニンジンやキャベツ、ニラ、青菜など多種類の野菜が入るなど、名称は同じでも本土とは違った形の料理となっていることも珍しくない。琉球王国に属さなかった大東諸島には八丈島からの移住者によりもたらされた独特の食文化があり、独特の大東寿司が名物になっている。

### 餅
沖縄県の「餅」は中国などと同様にもち粉を練って蒸したもののことを指し、日本本土で一般的な蒸したもち米を搗いて作る粘りのある餅は稀である。餅は冠婚葬祭のお供えに欠かせないものであり、行事ごとに独特の餅が作られる。月桃の葉で包んだちまきに似たカーサムーチー、正月を祝う味噌味のナントゥー（年頭餅）、十五夜のお供えに使われるふちゃぎ（吹上餅）、屋敷御願に用いられるウチャヌク（御茶の子）、四十九日の法要に供えられる骨餅など、本土にはない種類の餅も多数存在する。

### 軽食
小麦粉を溶いてツナ缶やニラと混ぜ、薄焼きにしたヒラヤーチー（平焼）は軽食としてポピュラーである。また味噌や砂糖で甘みを加えたクレープ状のポーポーやちんびんはかつては宮廷料理や祭日の料理だったが、今日では子供のおやつとして知られる。
沖縄の天ぷらは衣が厚く、出汁や塩などで味付けされているため、天つゆは用いずそのままの状態で食べる。好みによりウスターソースを付けることもある。用いられる食材は魚、イカ、芋、野菜、もずくなどが代表的。惣菜として冷めた状態で食べることも多く、おやつや間食としてもよく食べられる。専門店が多数存在するほかパーラー（簡易店舗）や弁当屋、鮮魚店、食堂などで販売されており、店先で食べるほか持ち帰りやお使い物としても用いられる。また行事の際には仕出し屋で重詰めやオードブルとして販売される。
素麺に代表される乾麺類も保存食として常備され、かつては素麺を入れるための素麺箱がどこの家庭にもあった。食べ方は油で炒めるソーミンタシヤーが主であるが、味噌汁や吸い物の実として使われることも多い。素麺と具を上品な汁物仕立てにしたルーイジョーミン（如意捲麺）は宮廷料理で、婚約の席など祝い料理として作られる。

### 沖縄そば

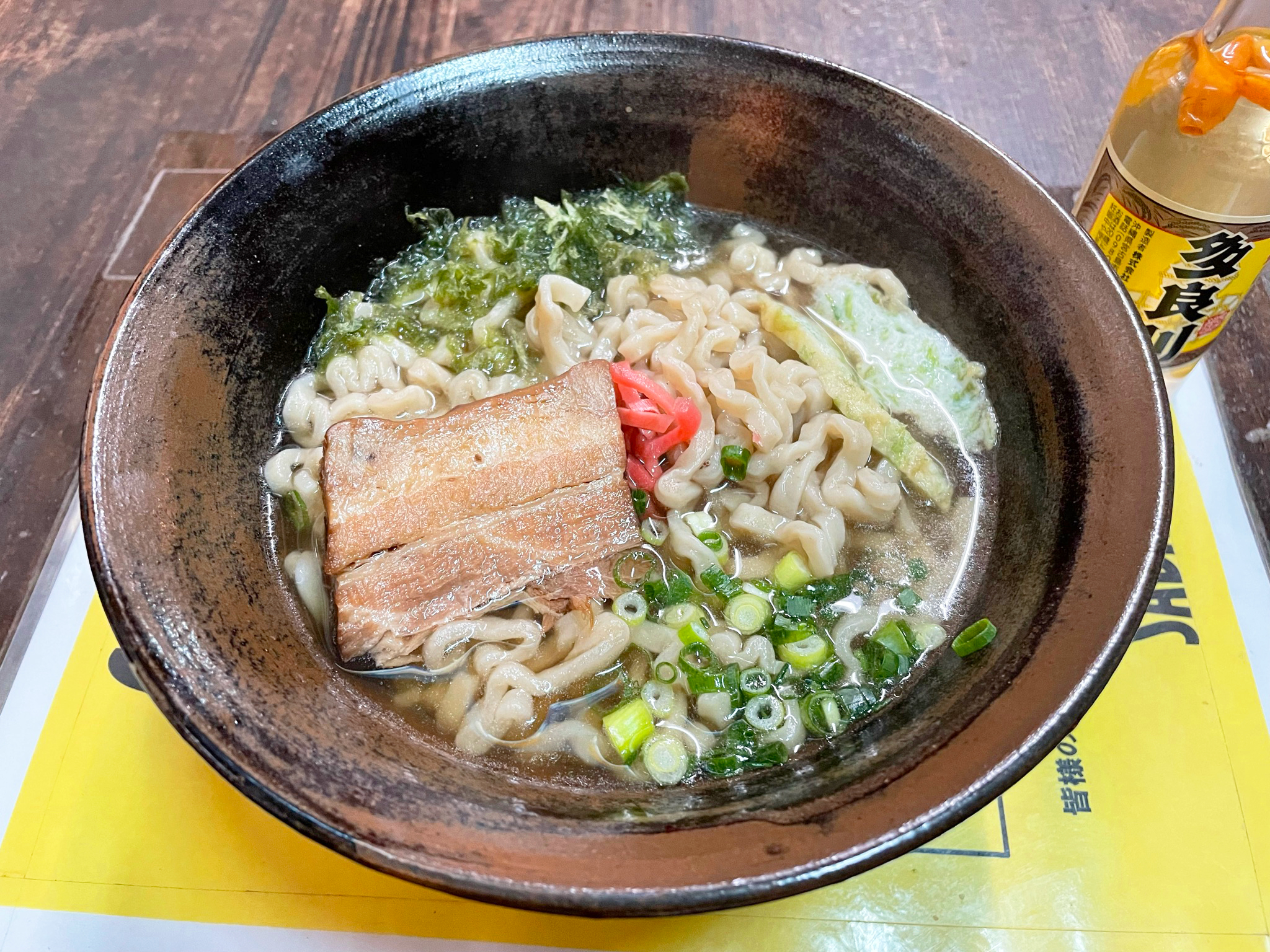
沖縄そば、右上はコーレーグスの小瓶

沖縄そば（方言風に「すば」とも）は、中華料理に由来する麺料理が、本土におけるラーメン同様、明治以降に独自の地域的変化を遂げたものと考えられており、沖縄県では「そば屋」と言えば沖縄そば屋を指すほどポピュラーなものになっている。麺は中華麺の一種であり、ソバ粉は用いない。これを豚や鰹のだしで取ったスープで食べる。具はかまぼこに小口ネギ、豚の三枚肉などであるが、ソーキそばやティビチそば、アーサやフーチバーなどをトッピングするバリエーションもある。また、宮古諸島や八重山諸島にも独特のそばがあり、「宮古そば」「八重山そば」として親しまれている。なお調味料としては、明治以降に普及した「コーレーグス」（泡盛にトウガラシを漬け込んだもの）というものが用いられることが多い。
沖縄そばの麺は焼きそばとしても用いられ、トマトケチャップ味、ソース味、しょうゆ味、塩味などさまざまなバリエーションが見られる。

### 菓子

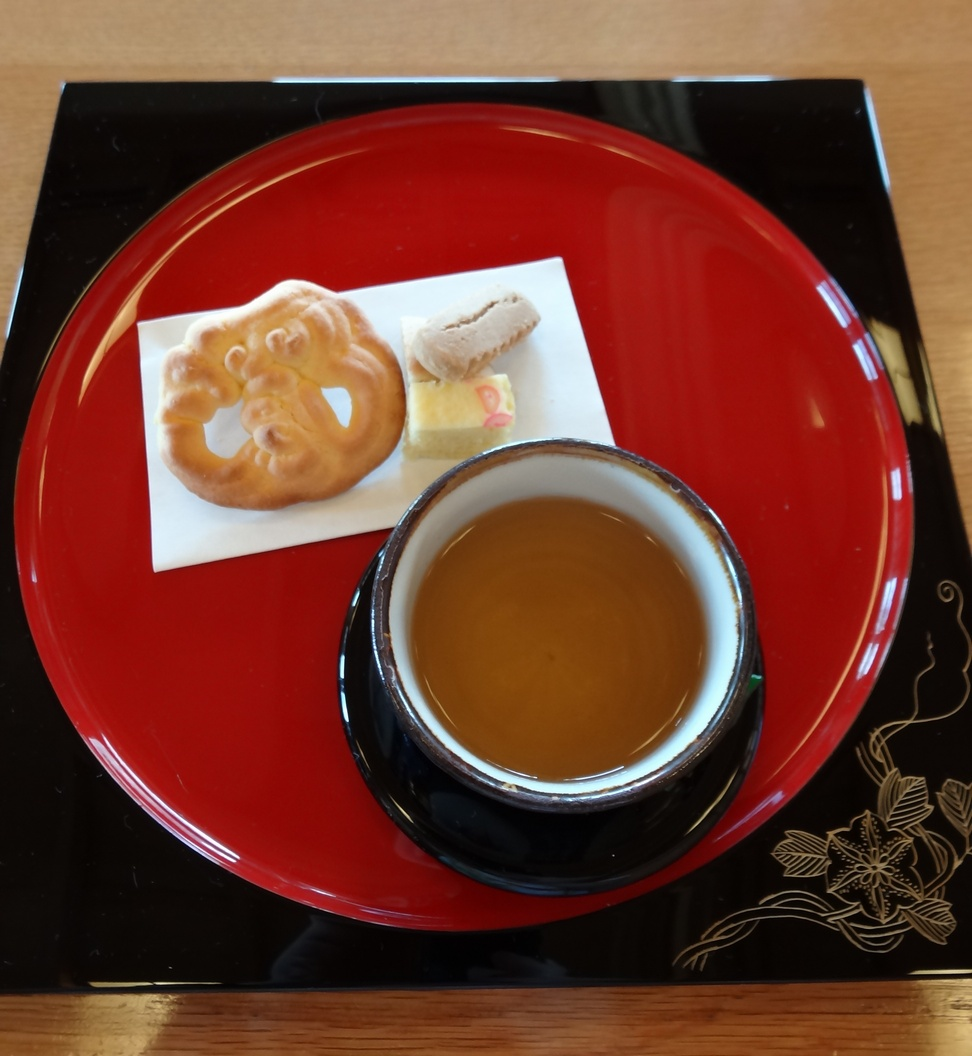
沖縄の菓子とさんぴん茶

サーターアンダーギー（砂糖てんぷら）やちんすこう（金楚糕）といった独特の菓子も有名である。ちんすこうなどは琉球国時代の宮中ゆかりの菓子（琉球菓子）である。どちらも中国や日本などから伝来した菓子の変形と考えられるが、固有の食文化として定着している。逆に、沖縄の菓子が中華圏に影響を与えた例もある。台湾の澎湖諸島の名物菓子「澎湖黑糖糕」は、日本統治時代に沖縄出身者が伝えた沖縄式の蒸しパン「あがらさー」が独自に進化したものである。
慶事に用いるマチカジ（松風）、上巳の節句に用いるサングヮチグヮーシー（三月菓子）、タンナファクルー（玉那覇黒）、クンペン（光餅）、ちいるんこう（鶏卵糕）、花ボウルなど独自の焼菓子も存在する。また饅頭類も多く、山城饅頭・のー饅頭・天妃前饅頭などは那覇市の名物となっている。
沖縄県の「ぜんざい」は本土と異なり、小豆ではなく金時豆を用いる。これは戦後の米軍統治時代に、放出品の金時豆が大量に出回ったことに由来している。また琉球国時代から存在したあまがしと同様に、冷たく冷やして食べるのが普通であり、多くの場合ぜんざいの上にはかき氷が盛りつけられる。
特産物であるサトウキビから作られる黒糖も菓子として成立しており、ピーナッツなどを混ぜ込んだものもある。多くは板状のものを砕いた小片の状態で売られており、お茶請けとしてそのまま食べられる。

### パン
戦前の沖縄において洋風の食生活は全くといっていいほど広まっていなかったので、実質的には米軍統治時代に伝わったといっても過言ではない。そのため食パンやロールパンなどの食事パンは、アメリカの規格に合わせた本土とは異なるサイズや形状のものが現在も使用されており、味もアメリカ風の甘く柔らかいものが多い。菓子パンはグラニュー糖やクリーム、マーガリン、ピーナッツバターなどをたっぷりと挟んだ大型で高カロリーのものが親しまれており、うずまきパンは宮古島の名物として知られている。独自路線の商品としては、ヌーベルと呼ばれるタピオカでんぷんを用いた独特の食感を持つパンもある。また一方で、アガラサーと呼ばれる戦前から存在する素朴な蒸しパンも健在で、家庭料理として作られるほか市場やスーパーなどでも販売されている。

### 飲料

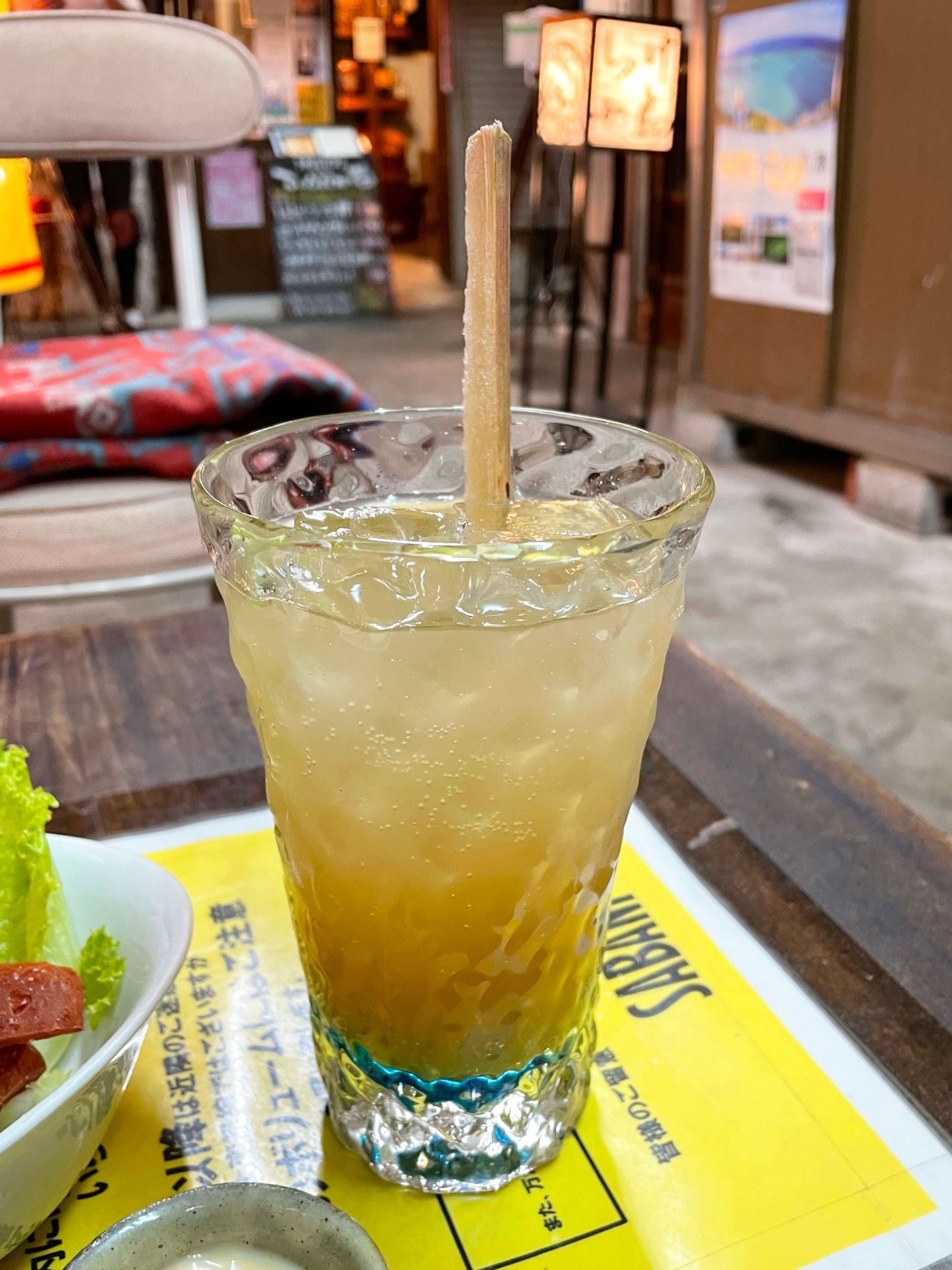
沖縄の特産品であるサトウキビをマドラーにした、さとうきびサワー(酒)

沖縄には独特の飲料も数多く存在する。日本最古の蒸留酒であり焼酎の元となった泡盛は「島酒」あるいは「シマー」と呼ばれ、安価で日常的な酒として県民に広く親しまれている。また県産ビールとして有名なオリオンビールは本土メーカーやアメリカ産を抑えて県内トップシェアを誇っている。
ソフトドリンク類ではさんぴん茶（香片茶）の消費量が非常に多い。大手メーカーのみならず県内の中小メーカーからも発売されている。またウッチン（鬱金＝ウコン）を煎じたうっちん茶や、アメリカの影響で根付いたルートビアなど本土ではあまり親しみのない飲み物もある。また、これもアメリカ占領時の名残りではあるが、アイスティーもよく飲まれる。食堂のやかんに入っている無料のお茶が紅茶（沖縄では「ティー」と英語で呼ぶ）であることも珍しくなく、輸入品の粉末（インスタント）紅茶もスーパーマーケットの棚に並んでいる。
祭事に用いる神酒に由来する「みき」「げんまい」と呼ばれる米を原料とする独特の飲料も親しまれている。

## その他の特徴

### 調理法
亜熱帯に属する沖縄県では食品が傷みやすく、冷凍・冷蔵技術が未発達の時代にはいかにして食料を長持ちさせるか、また鮮度の落ちた食材をどう安全に食べるかという点に主眼が置かれた。このため油を多量に用いて十分に加熱する調理法が主流となり、から揚げ、炒め煮、煮付けなどに代表される、油っぽく味の濃い「あじくーたー」と称される料理が沖縄県民共通の味覚となった。この傾向は現在にも受け継がれており、市販されている弁当のおかずはほとんどが揚げ物あるいは炒め物で占められている。なお、食用油と風味調味料の消費量は全国1位だが、塩分と砂糖の摂取量は日本国民の平均の7割程度（国民栄養調査）で、沖縄料理は意外に薄味ともいえる。
気候のせいもあって鍋料理の文化は全く存在しないが、汁物は非常に多彩で独特のものが多い。ソーセージや卵など多種類の具の入った「みそ汁」が一品料理として成立しているほか、魚のぶつ切りを入れた「魚汁」、ハリセンボンをその肝と共に用いる「アバサー汁」など海鮮系の味噌汁もポピュラーである。それ以外にも、正月などの慶事に作られる豚の臓物の「中身汁」、白味噌仕立ての「イナムドゥチ（猪もどき）」、すまし汁仕立ての「シカムドゥチ（鹿もどき）」、海藻を用いた「アーサ汁」、田芋の芋茎を用いた「ムジ汁」、豚のレバーを使った「チムシンジ（肝煎じ）」、牛の臓物を煮込んだ「牛汁」、豚の背骨の「骨汁」、燻製にしたエラブウミヘビを用いる「イラブー汁」、さらに「イカ墨汁」、「アヒラー（アヒル）汁」、「ヒージャー（山羊）汁」、「ティビチ汁」、「ソーキ汁」など、ありとあらゆる食材が汁物の材料となるといっても過言ではなく、またシンジムン（煎じもの）として様々な薬効があると信じられている。
なお、沖縄料理では、黴付けをしない荒節を用いた鰹だしが主に使われ、昆布、豚骨、豚肉のだし（豚のばら肉を下茹でした際の茹で汁を、脂肪を除いて濾したもの）などと併用される点で、本土の出汁とは大きく異なる。

### 加工食品の多用

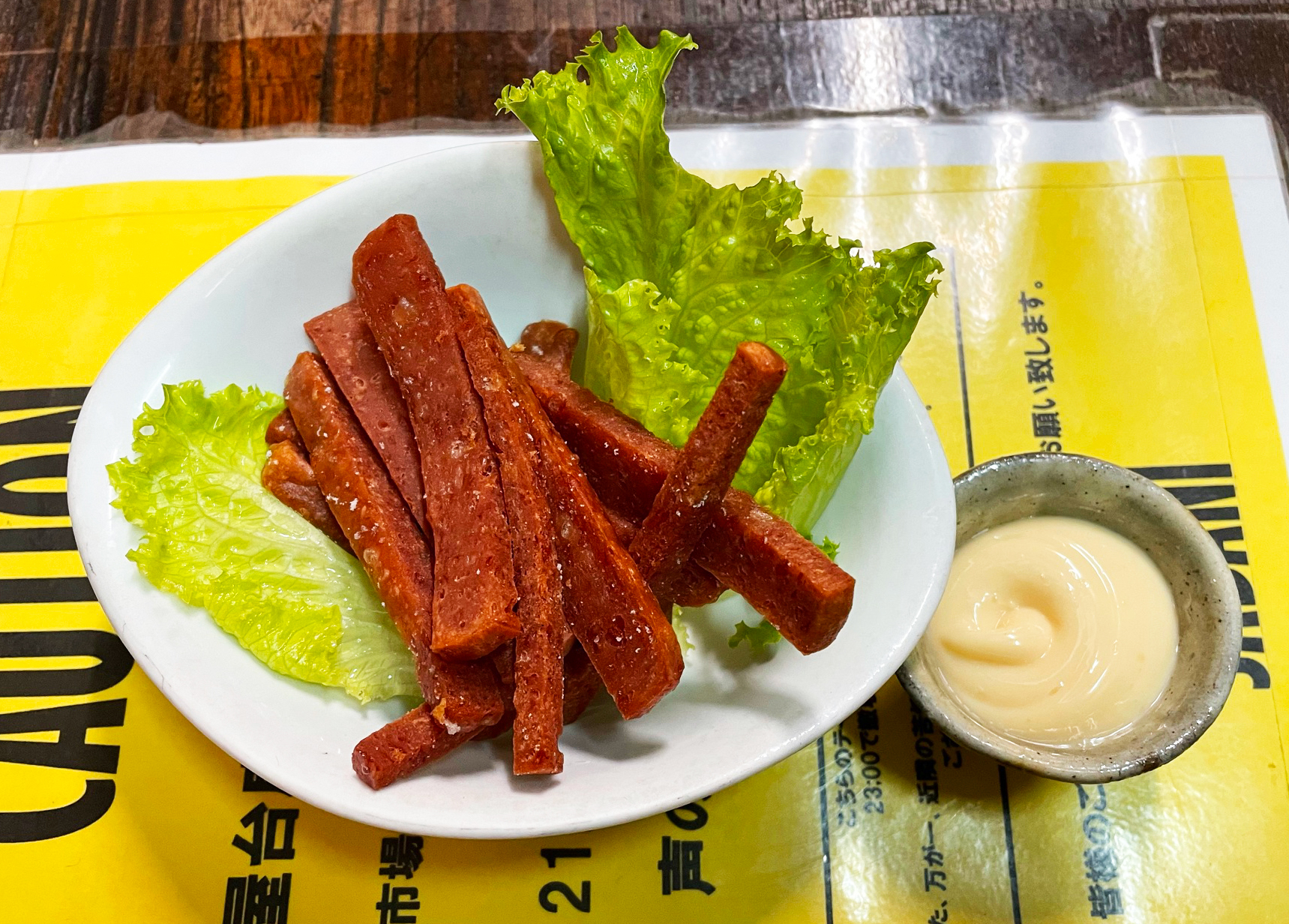
ランチョンミートを油で揚げた、沖縄居酒屋のつまみ(カリカリポーク)

沖縄は日本本土から離れていて食料の輸送コストや輸送時間が多くかかることや、台風による停電や物流の停滞に備えるため等の理由から、一定の品質を長く保てる缶詰や冷凍食品などの利用頻度が非常に高く、これらの加工食品や添加物等に対する抵抗感も少ない。「ポーク」というと本土では通常の豚肉を指すのに対し、沖縄では缶詰のポークランチョンミートのことを指す。また上述したように生鮮魚介類の消費量は極めて低いが、逆に魚類缶詰消費量は他府県を圧倒して日本一となっている。
このため、海に囲まれた島であるにもかかわらず、県民にとってもっとも身近で日常的な魚は本土産の冷凍サンマやツナ缶であり、また国産豚肉よりも冷凍の輸入肉、ポーク缶の消費量が圧倒的に多いという逆転現象が起こっている。こうした傾向が男女共に日本一高い肥満率や、平均寿命の急激な低下の一因となっている可能性がある。

### 調味料など
伝統的な沖縄料理の調味料は塩、醤油、味噌、砂糖、酢で、泡盛は料理酒としても用いられる。日本本土から地勢的に離れていることや、歴史的な経緯から、本土ではあまり一般的でない調味料が用いられることも多い。鹿児島県産の化学合成酢である「まるこめ酢」や、既にアメリカ本土でも見かけることのない「ホリデーマーガリン」、「エゴーサラダドレッシング」 などがその例である。これらはそれぞれ、醸造酢、バター、マヨネーズの安価な代用品としてもたらされたものであるが、現在では沖縄県民にとって「ふるさとの味」として広く受け入れられている。これ以外にも、英国産の酸味の強いステーキソースのA1ソースや辛味の少ないフレンチのイエローマスタードなど、他県民にとってなじみの少ない調味料は多い。ウサチ（和え物。スーネーとも）の胡麻和えや白和えの胡麻の代わりにピーナッツバターをよく用いるのもアメリカの影響といえる。
沖縄料理に香辛料の類はほとんど用いられないが、独自のものとしてはキダチトウガラシの一種である島唐辛子を泡盛に漬け込んだ「コーレーグス」や八重山原産の「島コショウ」（ヒハツ、フィファーチ、ぴーやーしなどと呼ばれる）などがあり、いずれも沖縄そばの薬味として使用される。また沖縄県内で用いられる塩は、家庭用・業務用の区別なくほぼ全てが県内で加工された自然塩である。これは1972年の本土復帰後も県民の強い要望によって塩専売法の対象外とされ、本土の塩では出せない味が守られてきたためである。

### アメリカ・ラテンアメリカの影響

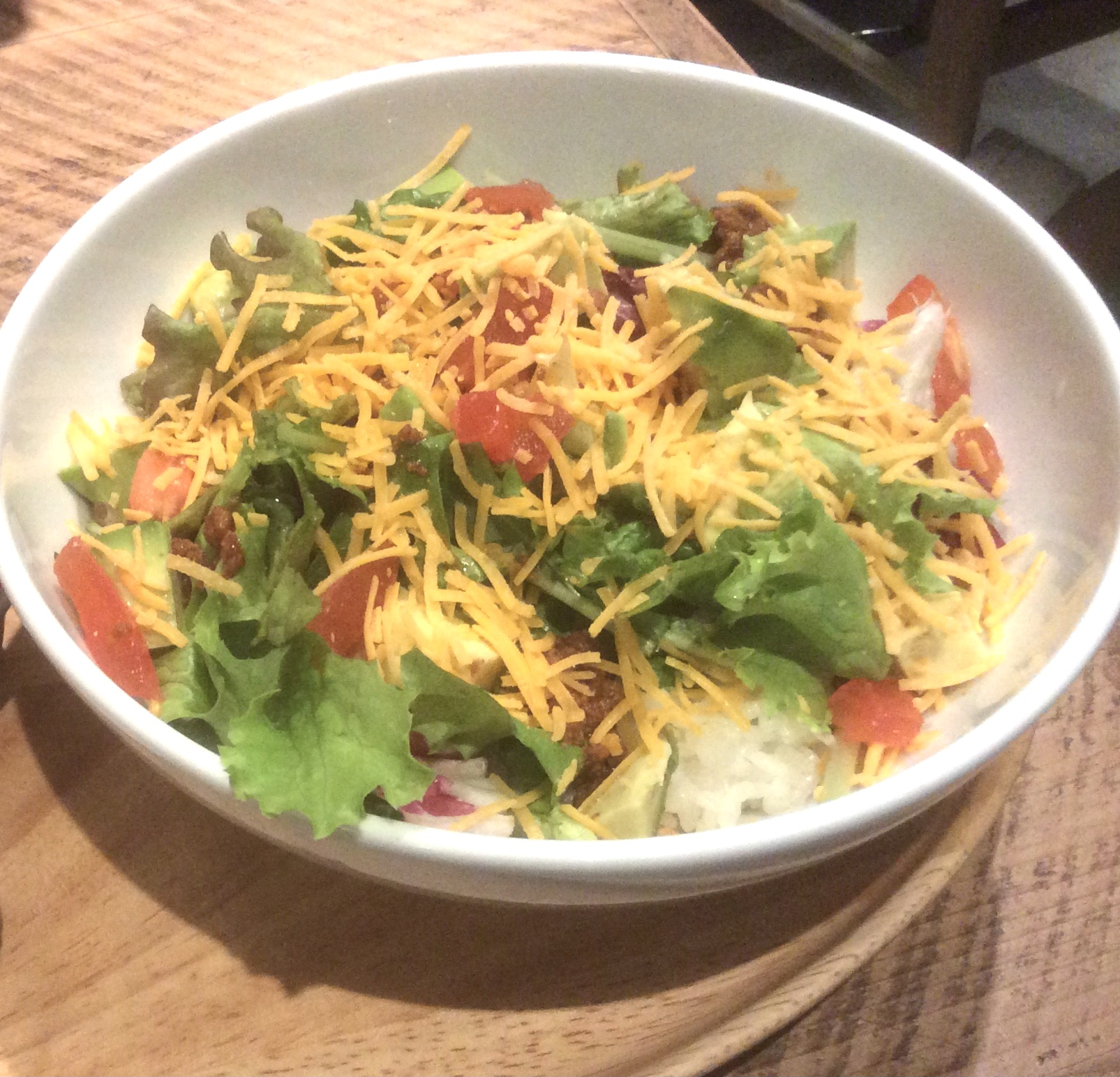
タコライス

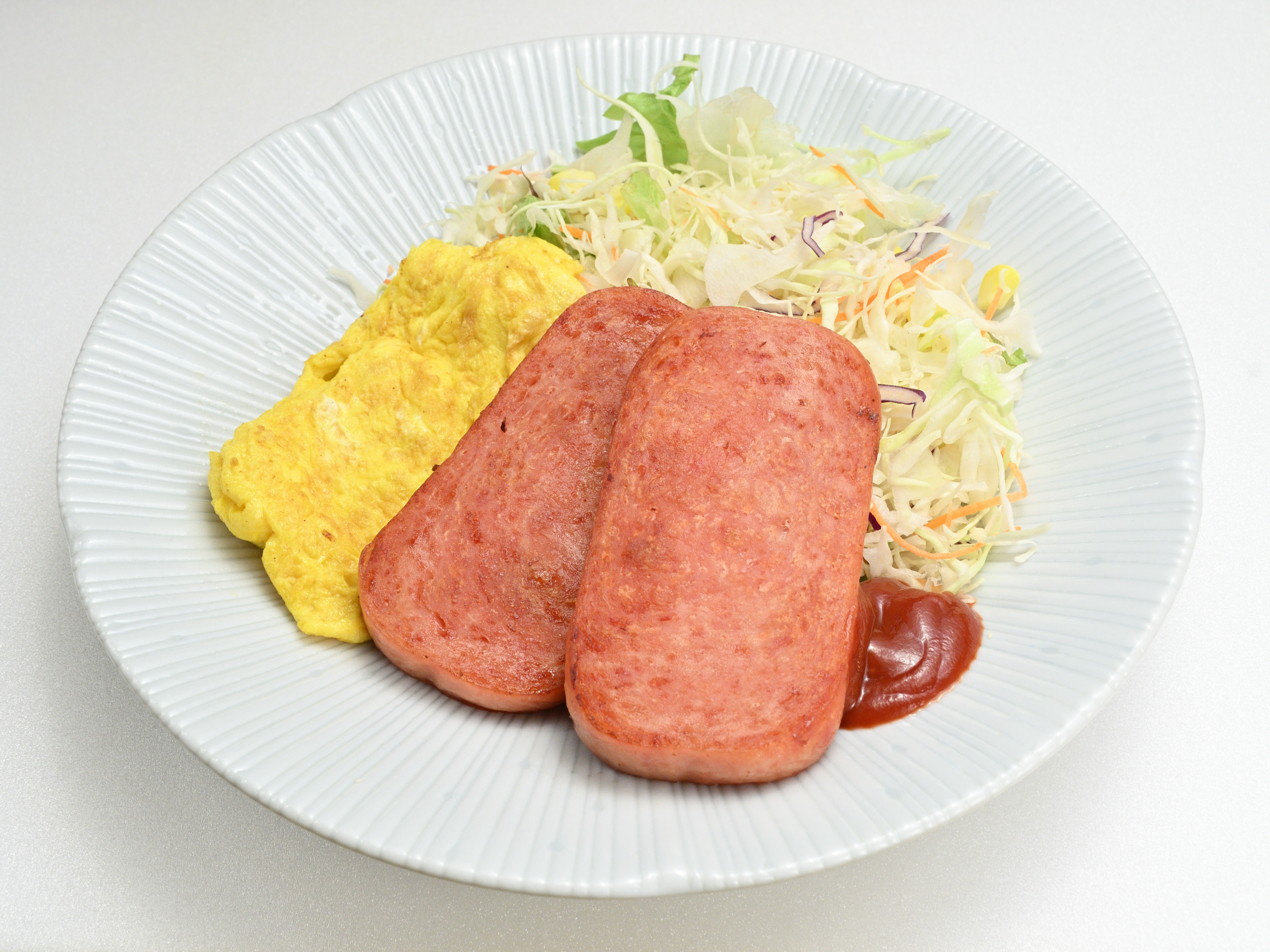
ポーク玉子

戦後、アメリカの軍政下におかれた沖縄県では、食文化においてもアメリカ料理の影響を受けるようになり、食文化の欧米化が日本本土よりも早く進んだ。まず、戦争直後の食糧不足の状況下で米軍の軍用食料から供出された豚肉の缶詰、ポークランチョンミートが一般に普及し、現在では代表的なチューリップやスパムをはじめとする輸入品だけではなく県産品も製造されるなど、大量に消費されるようになった。もともと豚肉は身近な食材であり、市場では塩漬け（スーチキ）の豚ばら肉が売られていたため、受け容れられやすい素地はあった。
缶詰のビーフストゥー（ビーフシチュー）やコンビーフハッシュ、キャンベルスープなども家庭の常備食として広く親しまれている。ツナ缶も沖縄では英語風にトゥーナと呼ばれる。ビーフステーキ、ハンバーガー、ホットドッグ、ピザ、タコスといったアメリカ風の料理も日本本土より早くから普及し、1963年にはハンバーガーチェーン店のA&Wが進出した。これは、マクドナルドの日本進出より8年早い。
こういったアメリカ文化の影響は、それまでの食生活に少なからず影響を与え、タコライスやポーク玉子、ケチャップ焼きそばなどの新しい料理を生み出した。
またA&Wのフライドチキンを持ち帰り、ご飯のおかずとして食べる慣習が、後にケンタッキーフライドチキンが沖縄出店した際にも同様に行われた。これが沖縄独特の慣習として取り上げられることがある。
アメリカ風中華料理の存在も特色の一つである。中華料理も中国や日本経由ではなく米軍統治時代に初めて一般的なものとなった。このため、日本の他地域ではあまり見られないチャプスイやソーキの味噌（豆豉）煮、牛肉ピーマン炒め（牛ピー）といったアメリカ由来の中華料理が根付いている。
1980年代以降には、ブラジル・ペルー・アルゼンチンなどラテンアメリカ諸国の料理が紹介された。これは、明治以降この地方に移住した人々の二世、三世が、本国の経済悪化と日本の好景気により帰郷し、移民先の料理を広めたためである。ローストチキン・パステイス・コシーニャなどの肉料理が中心であるが、県民の嗜好に合致して普及し、現在では沖縄の新しい食文化として定着している。

## 参考画像

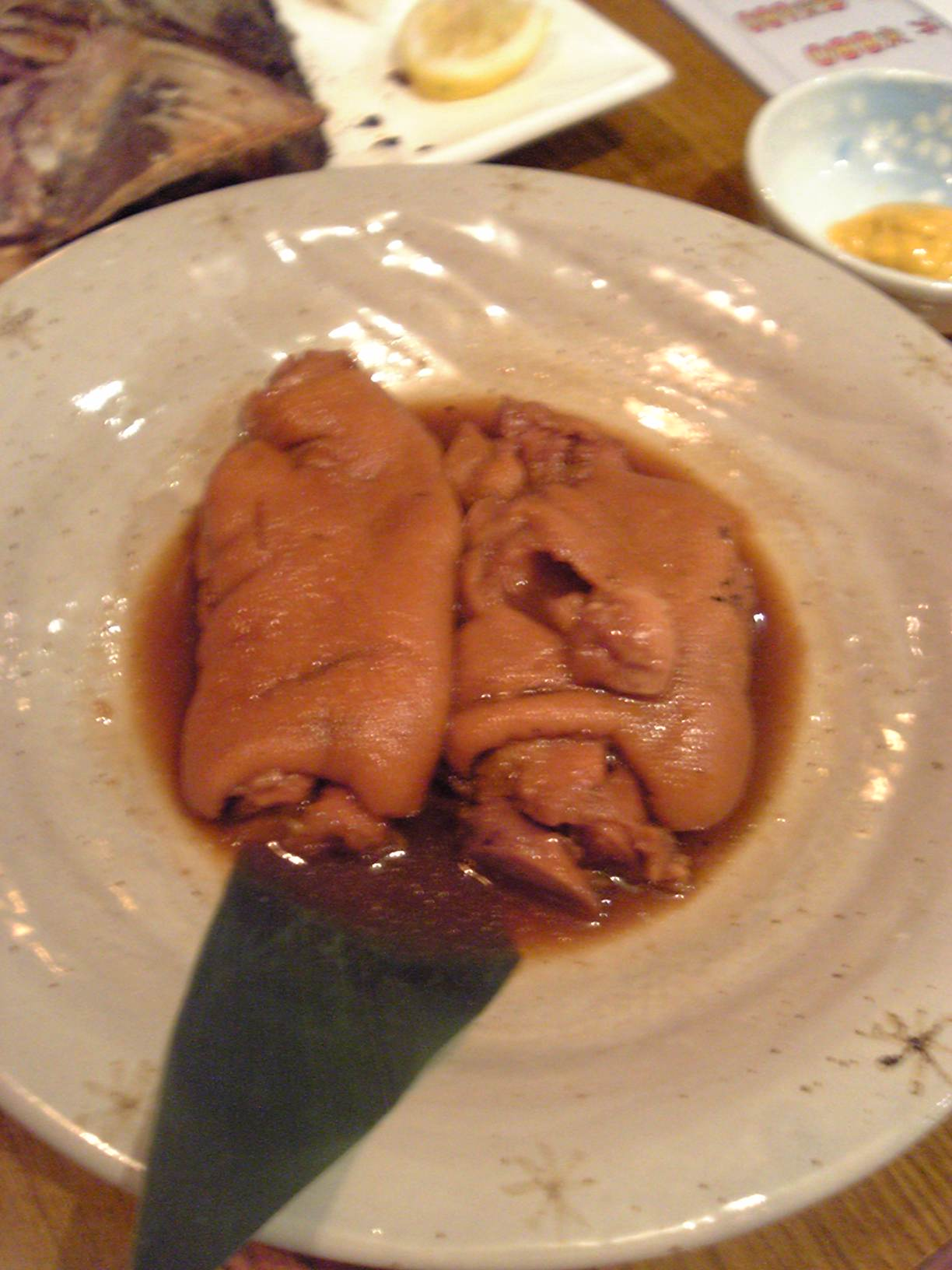
ティビチ
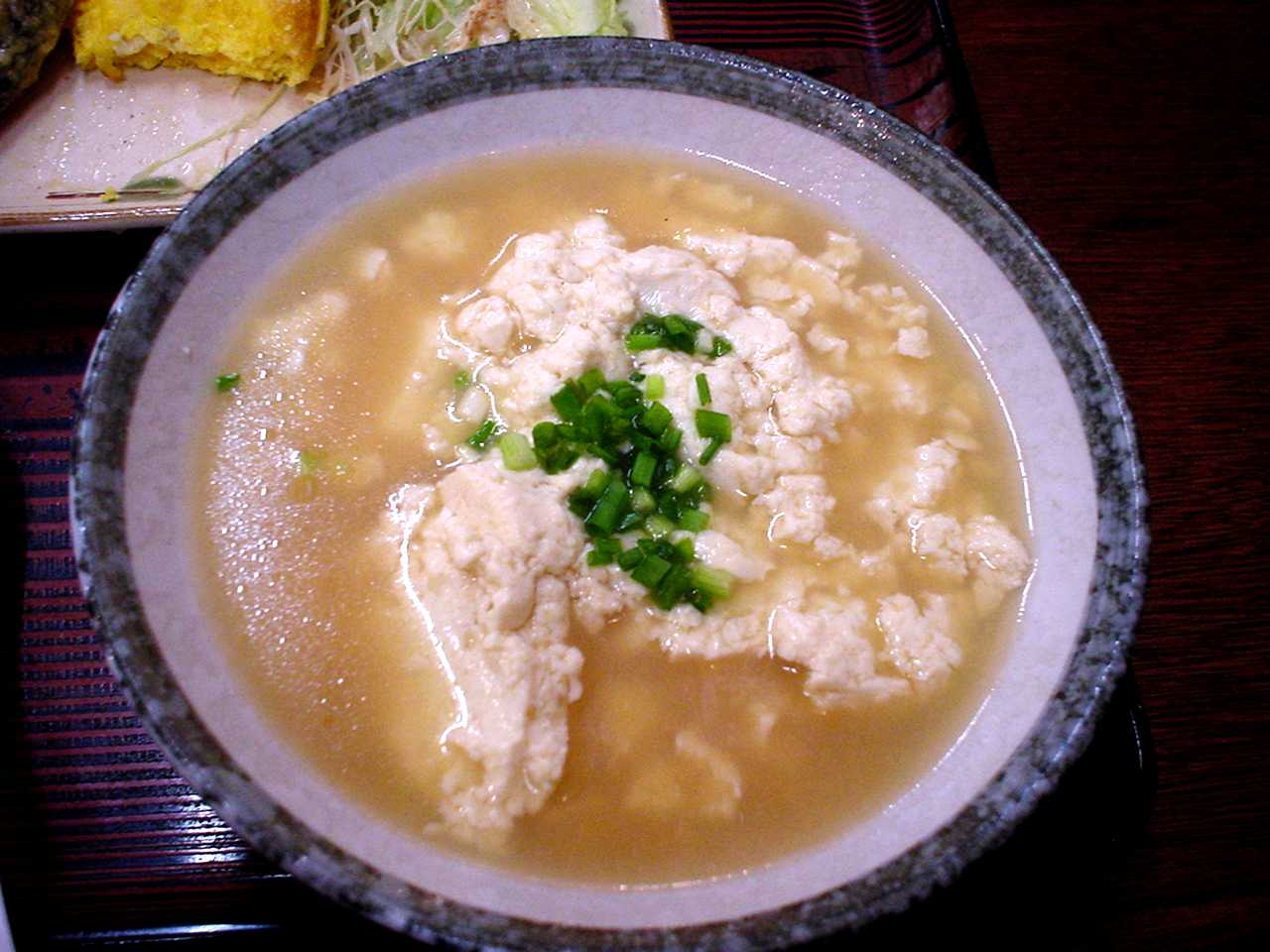
ゆしどうふ
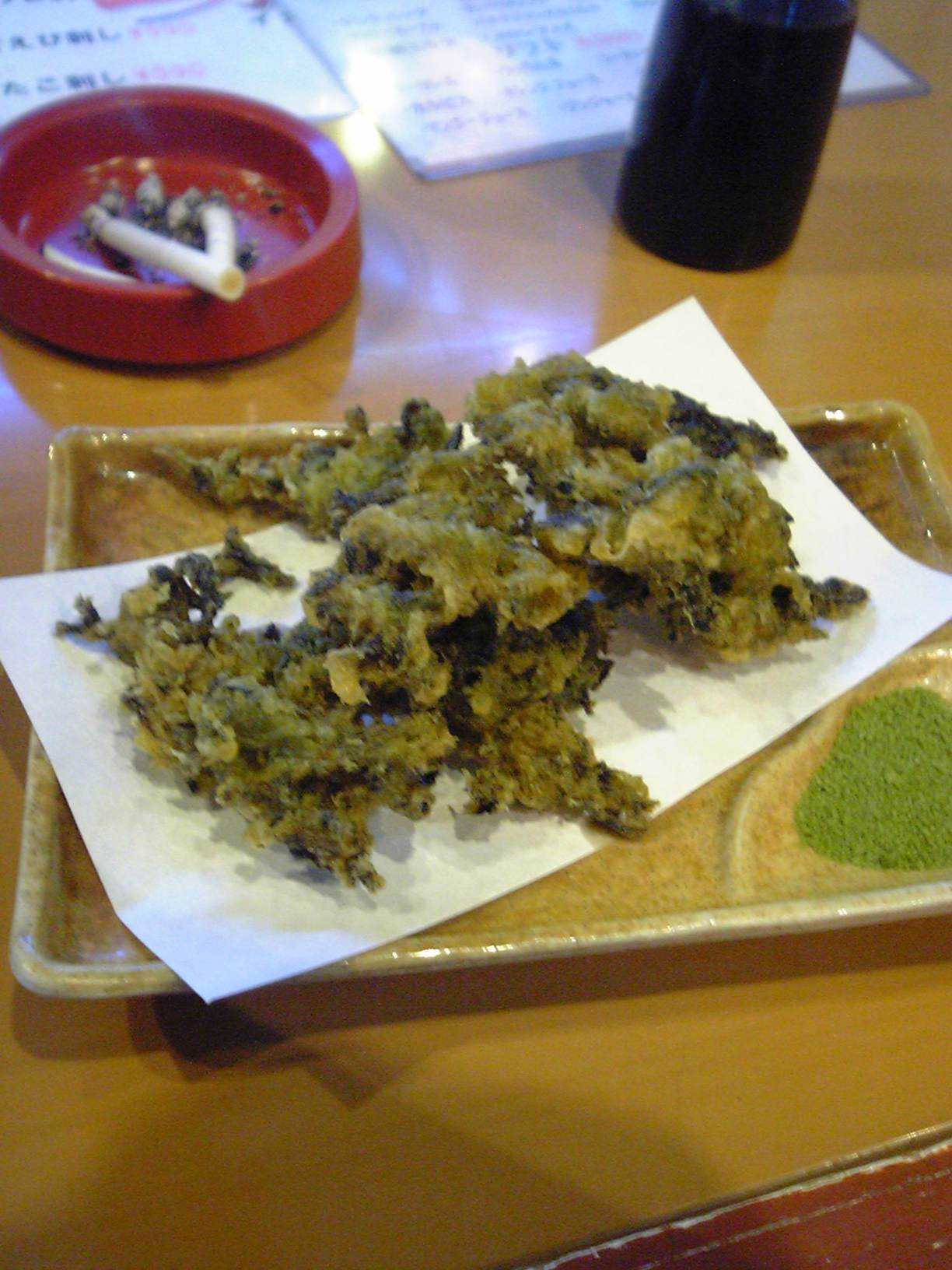
あおさの天ぷら
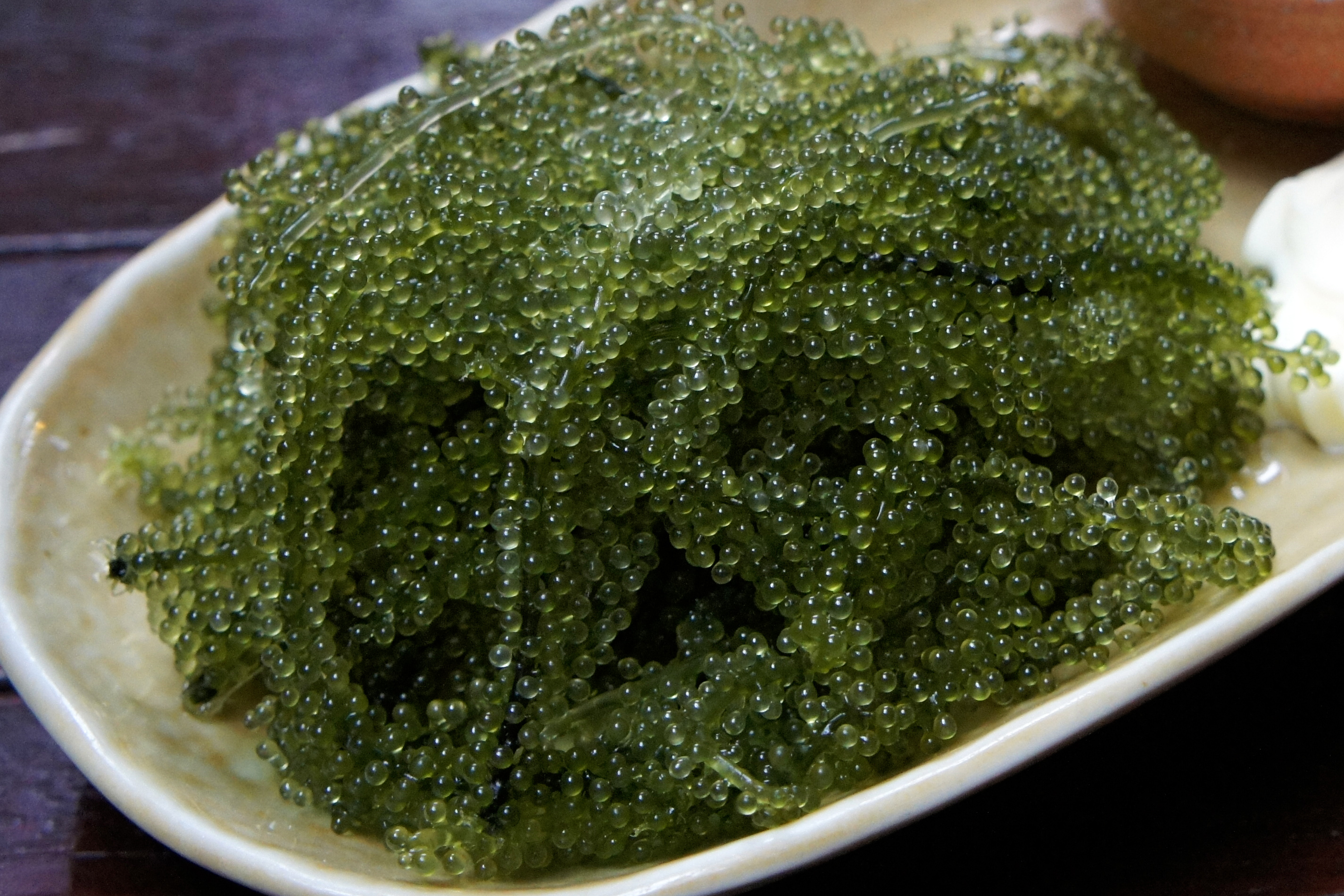
海ぶどう
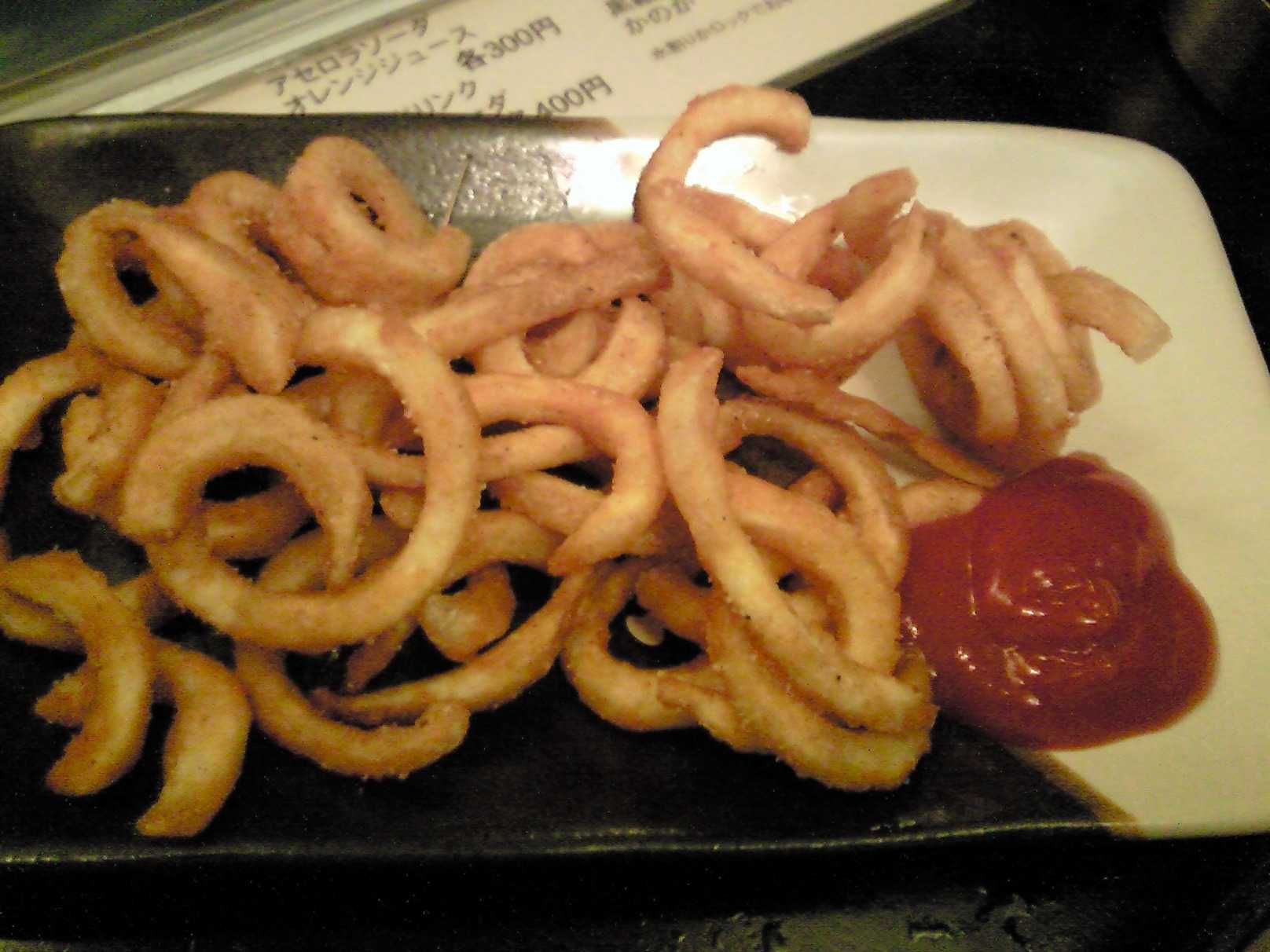
カーリーフライ
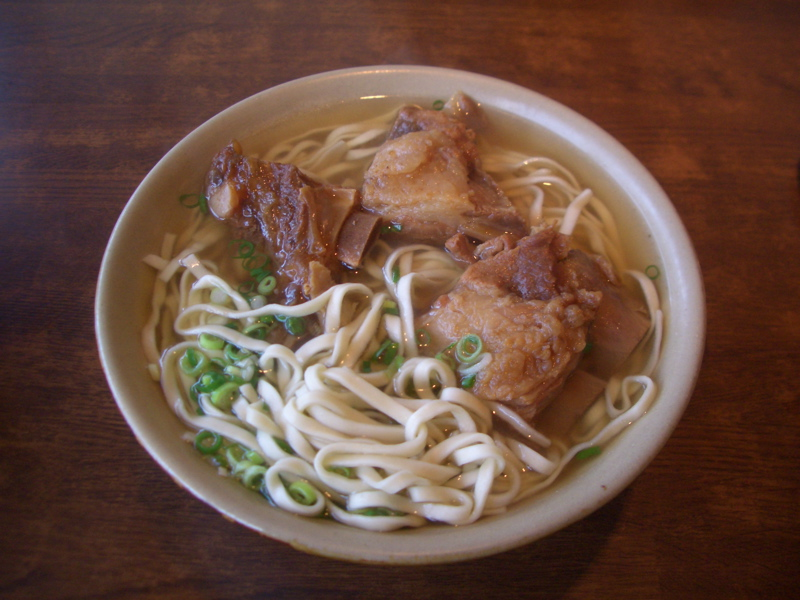
ソーキそば
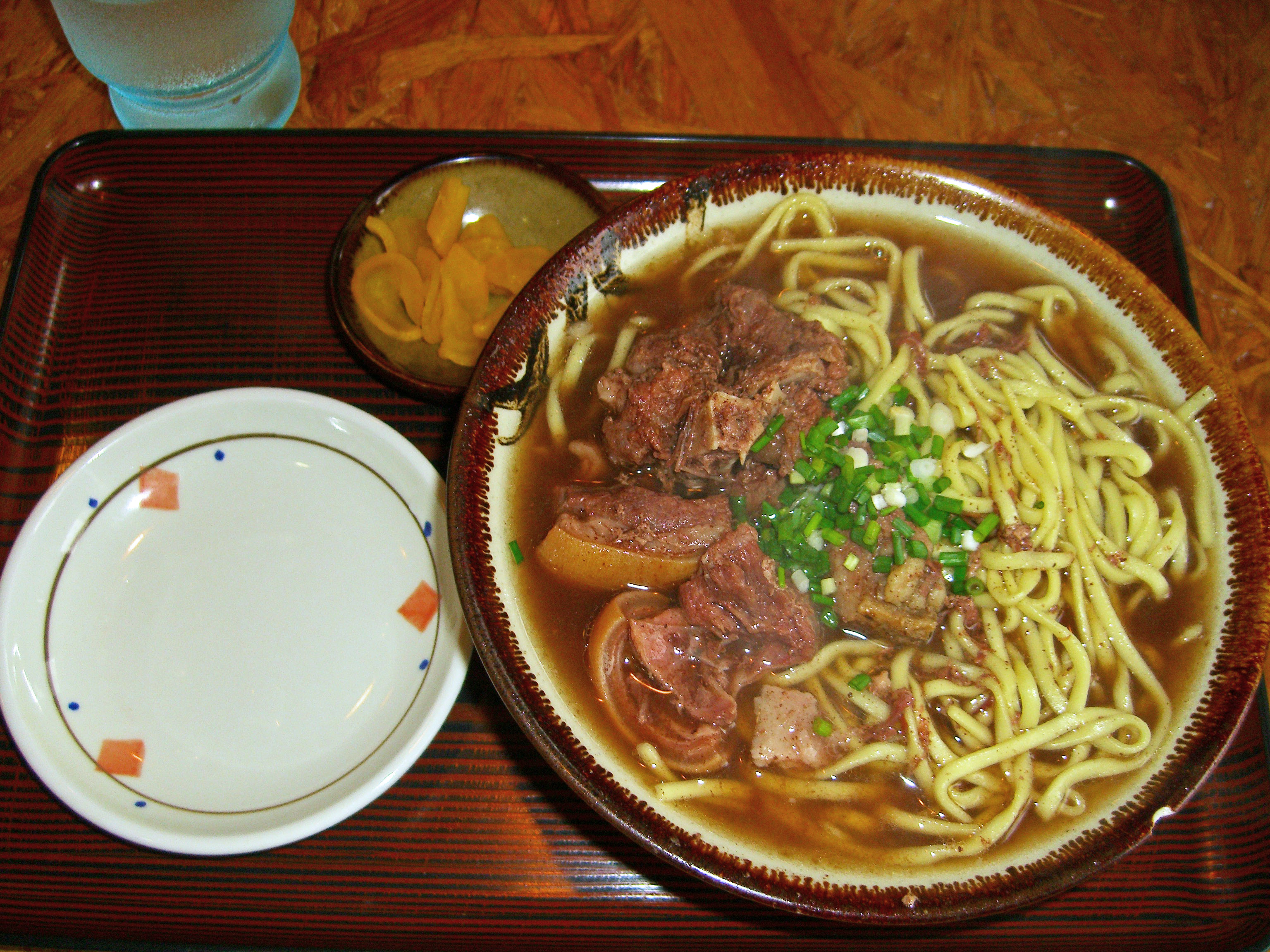
ヒージャーそば
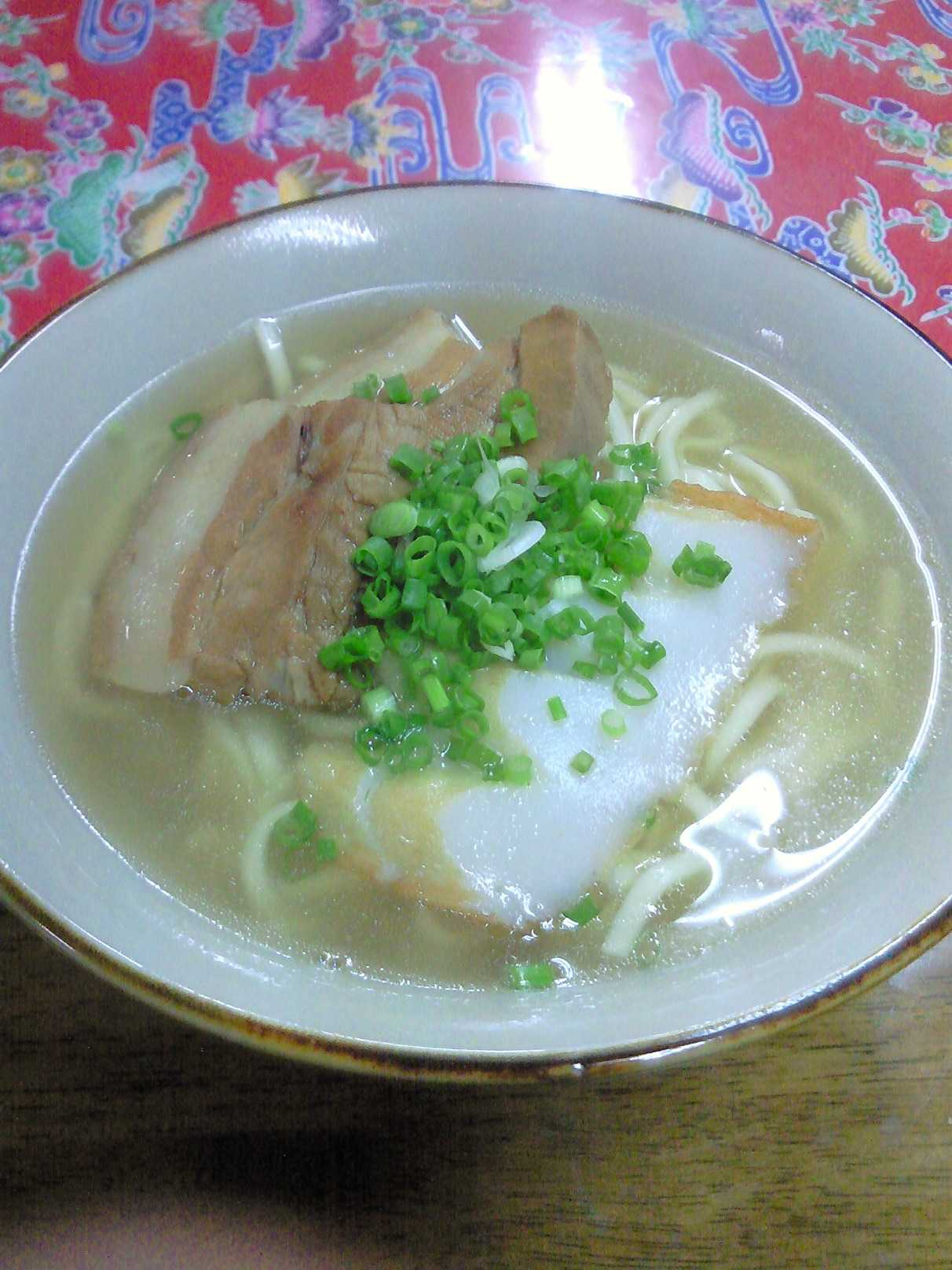
宮古そば
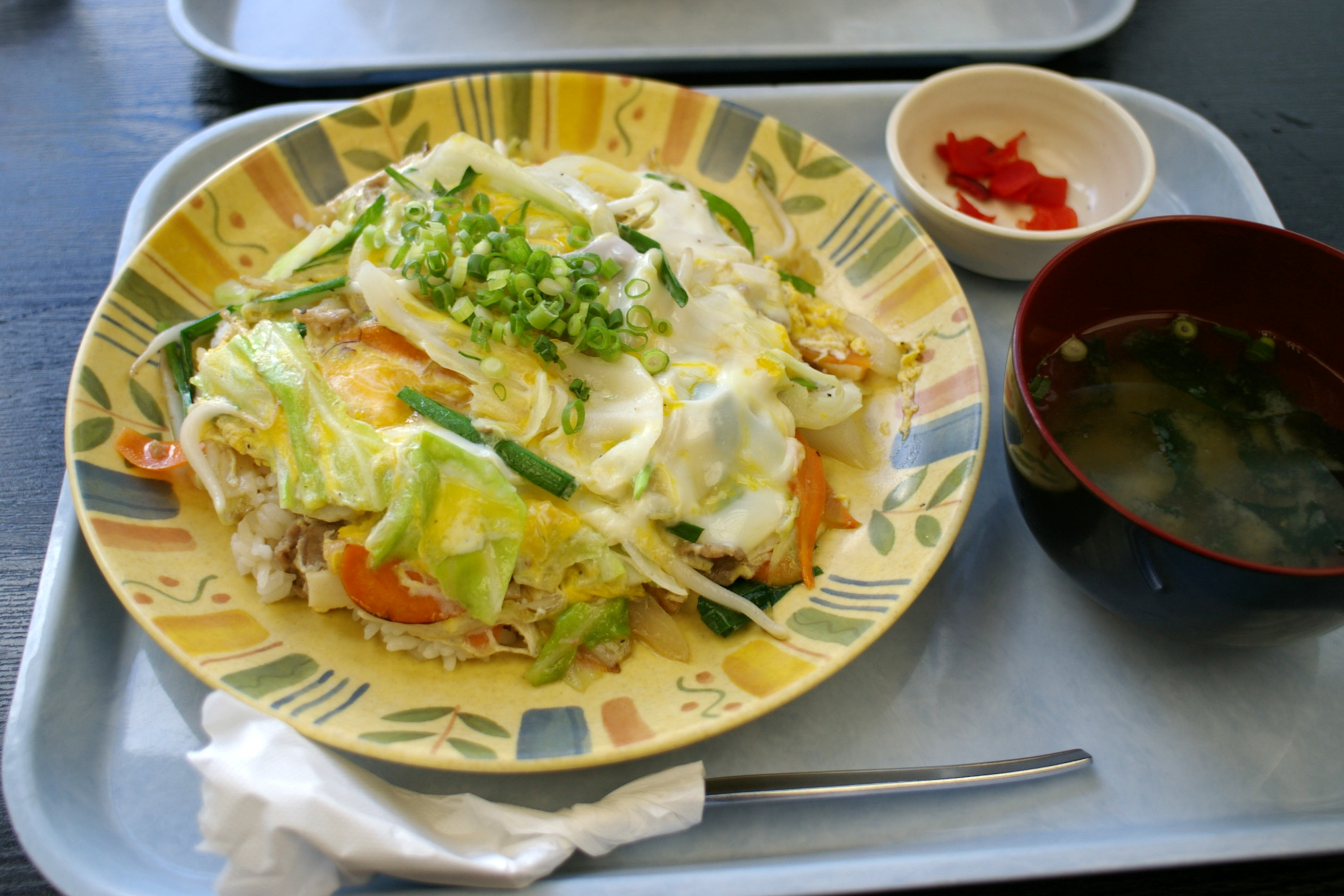
ちゃんぽん
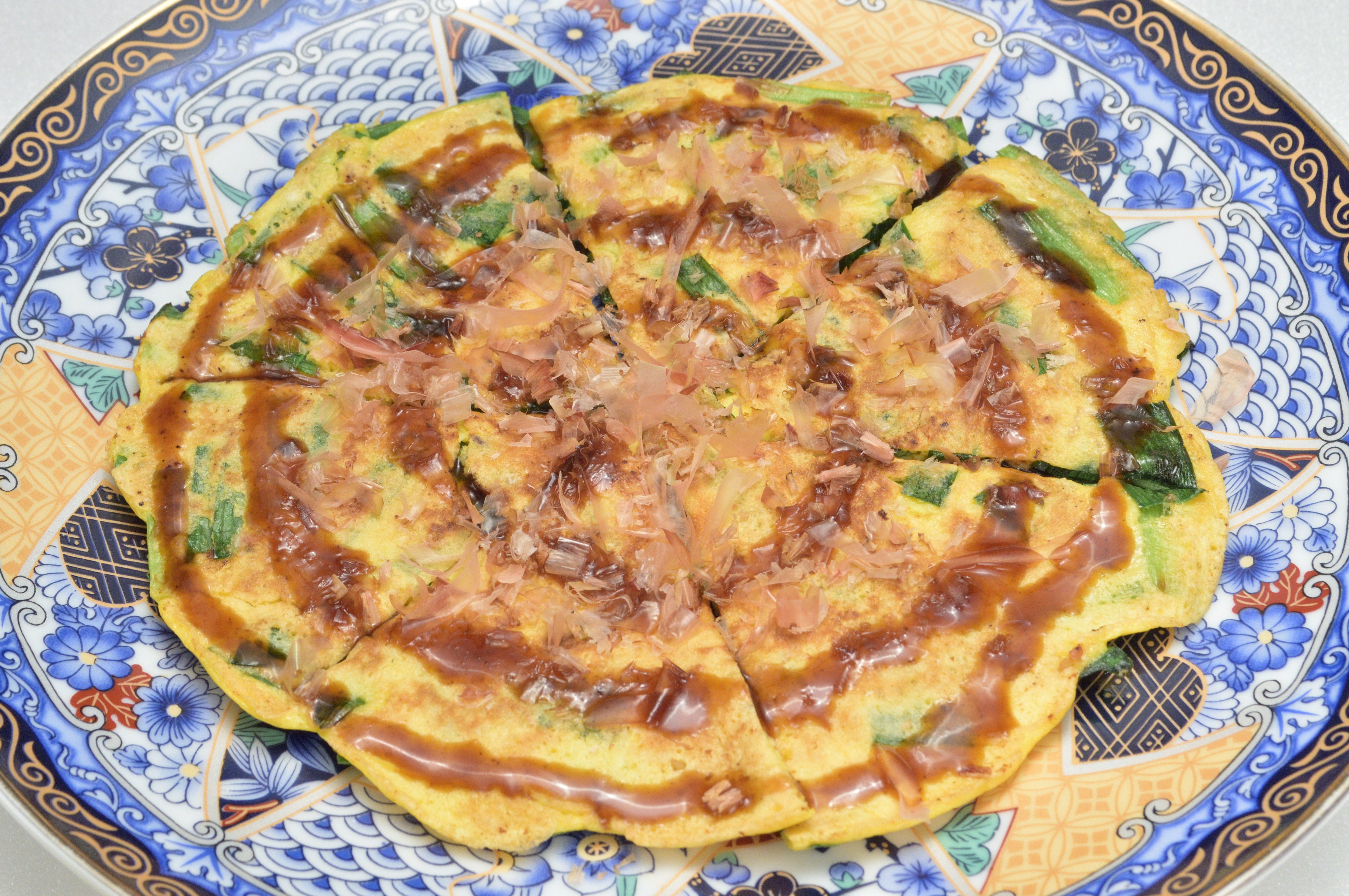
ヒラヤーチー
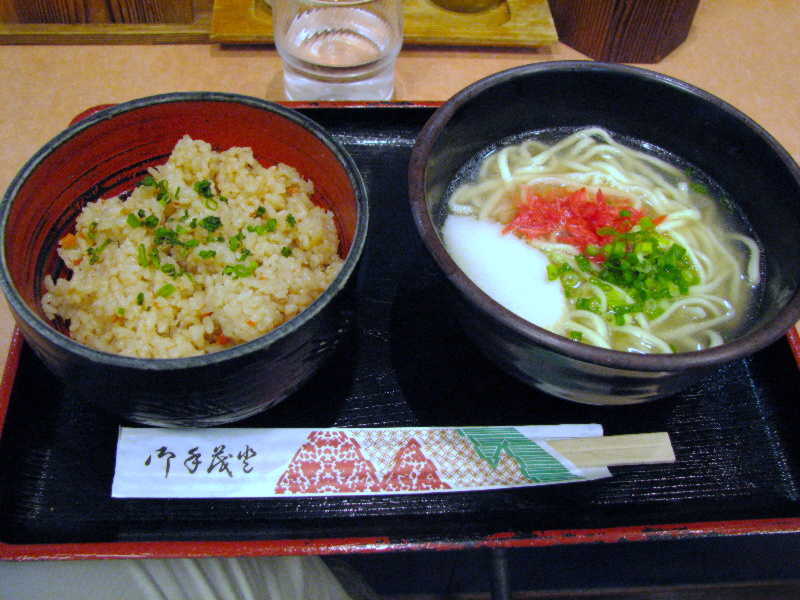
ジューシー
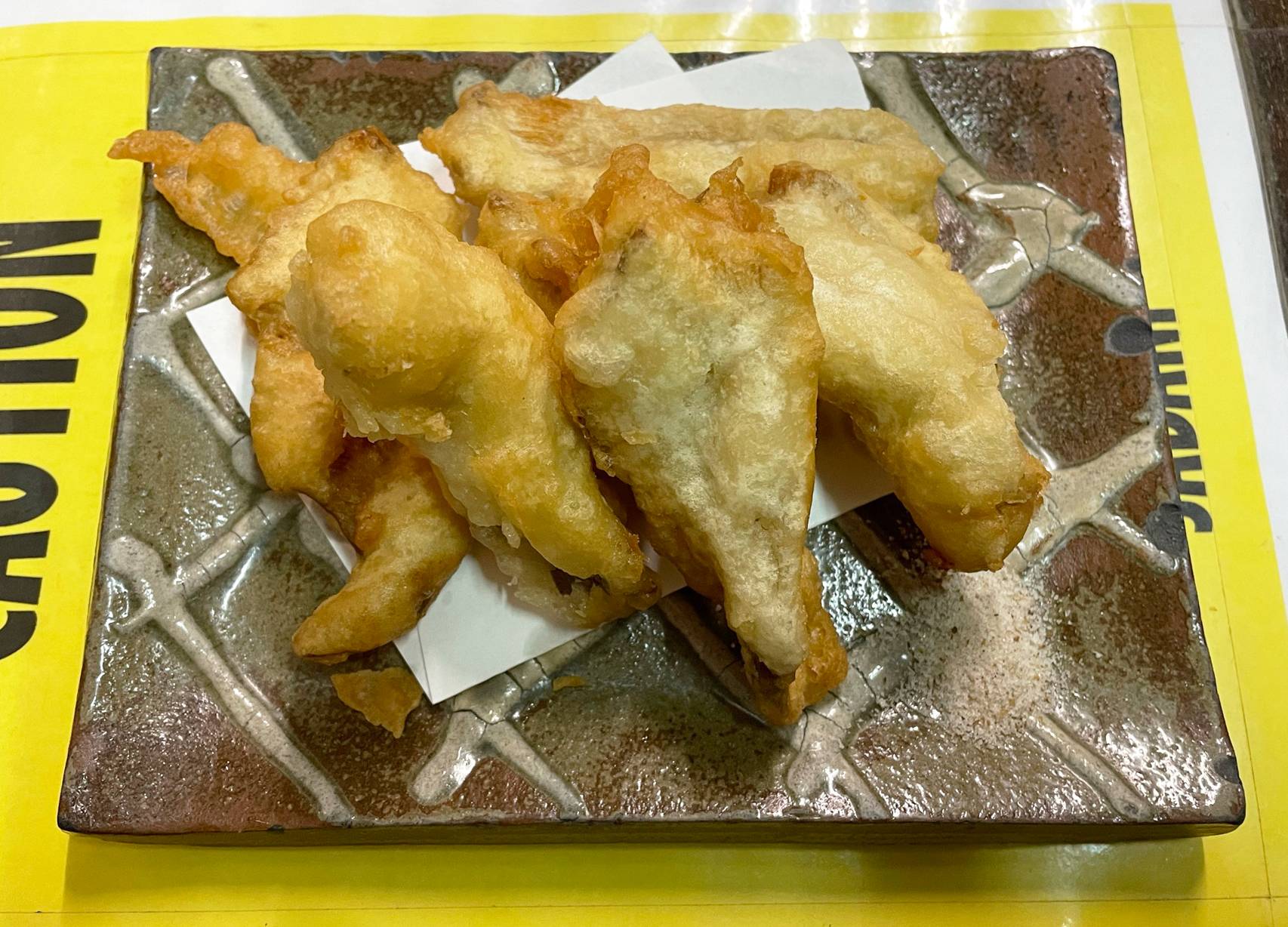
黒アワビ茸の天ぷら
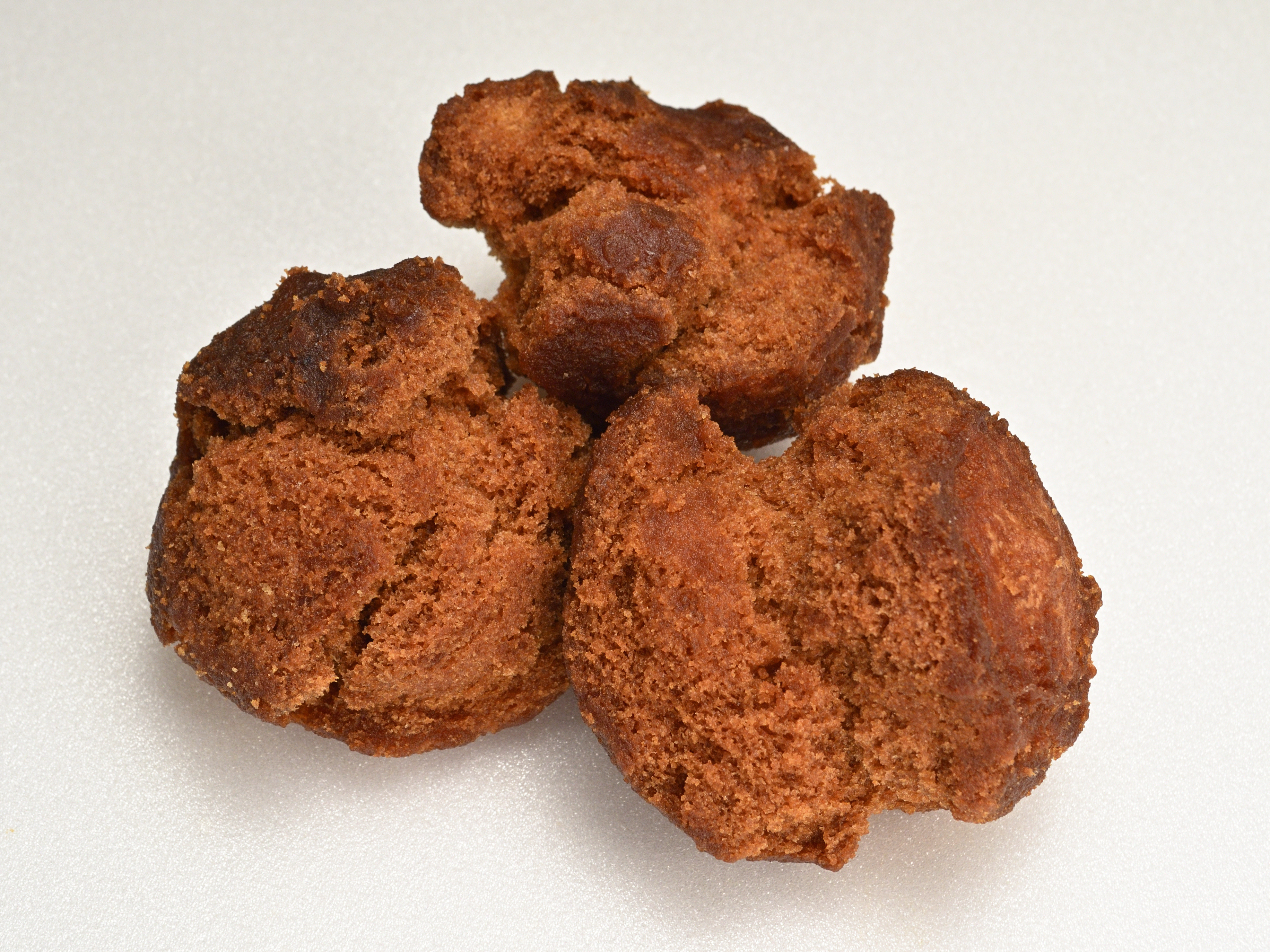
サーターアンダーギー
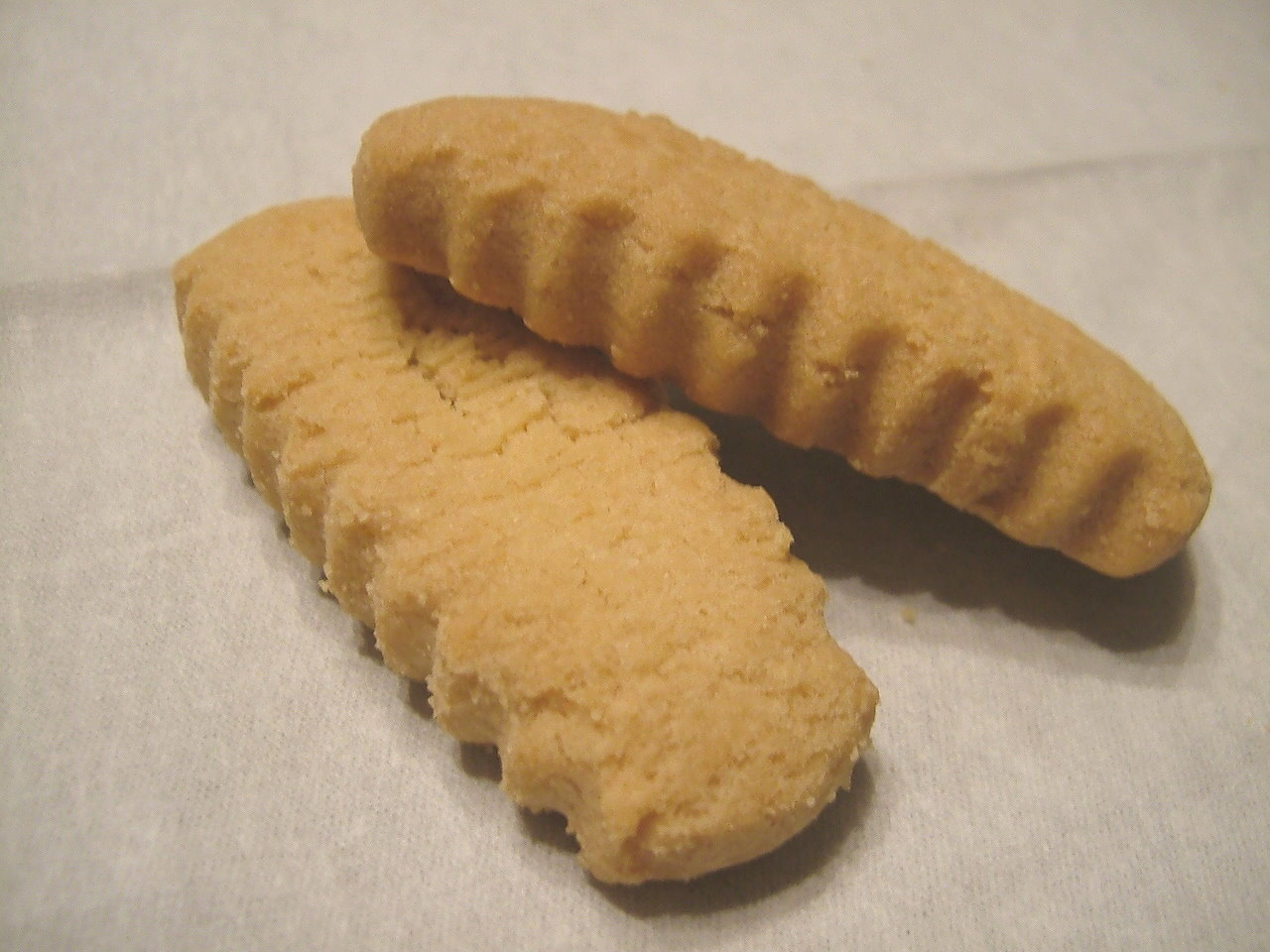
ちんすこう
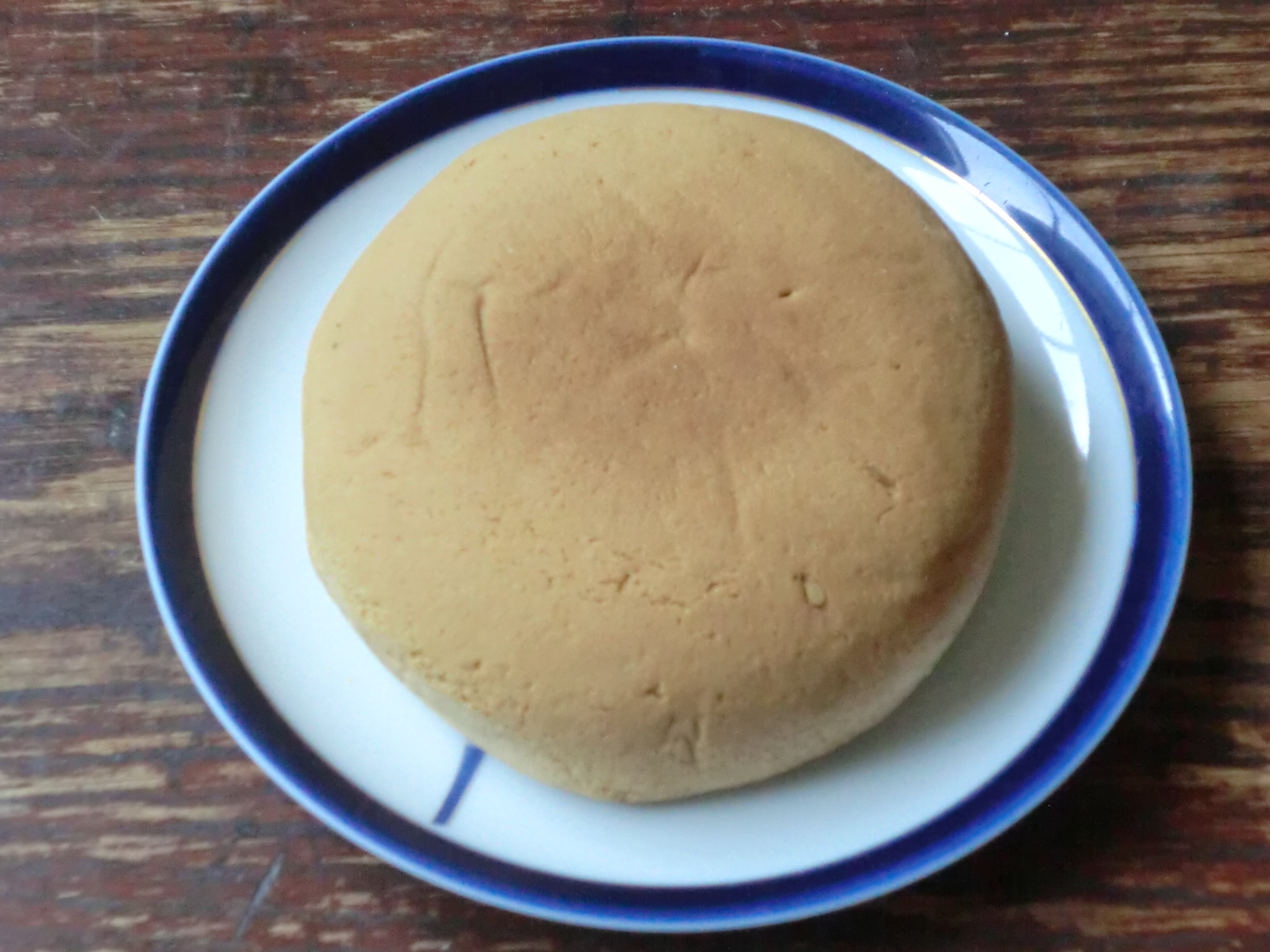
クンペン